# Palais Thurn und Taxis

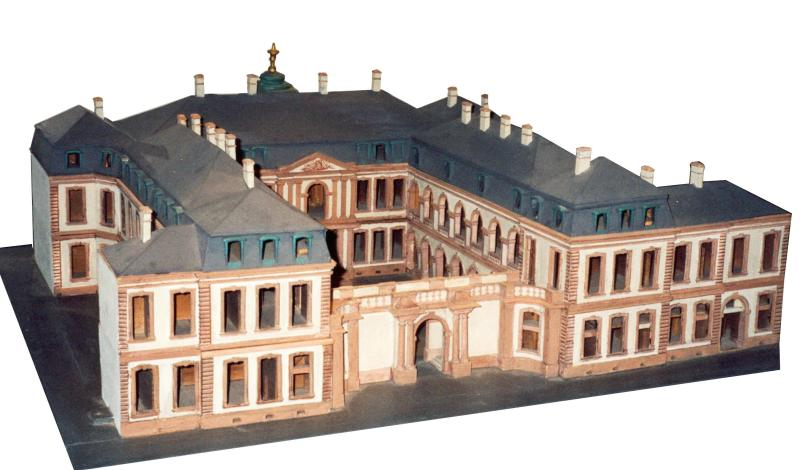
Modell des Palais in seiner ursprünglichen Form

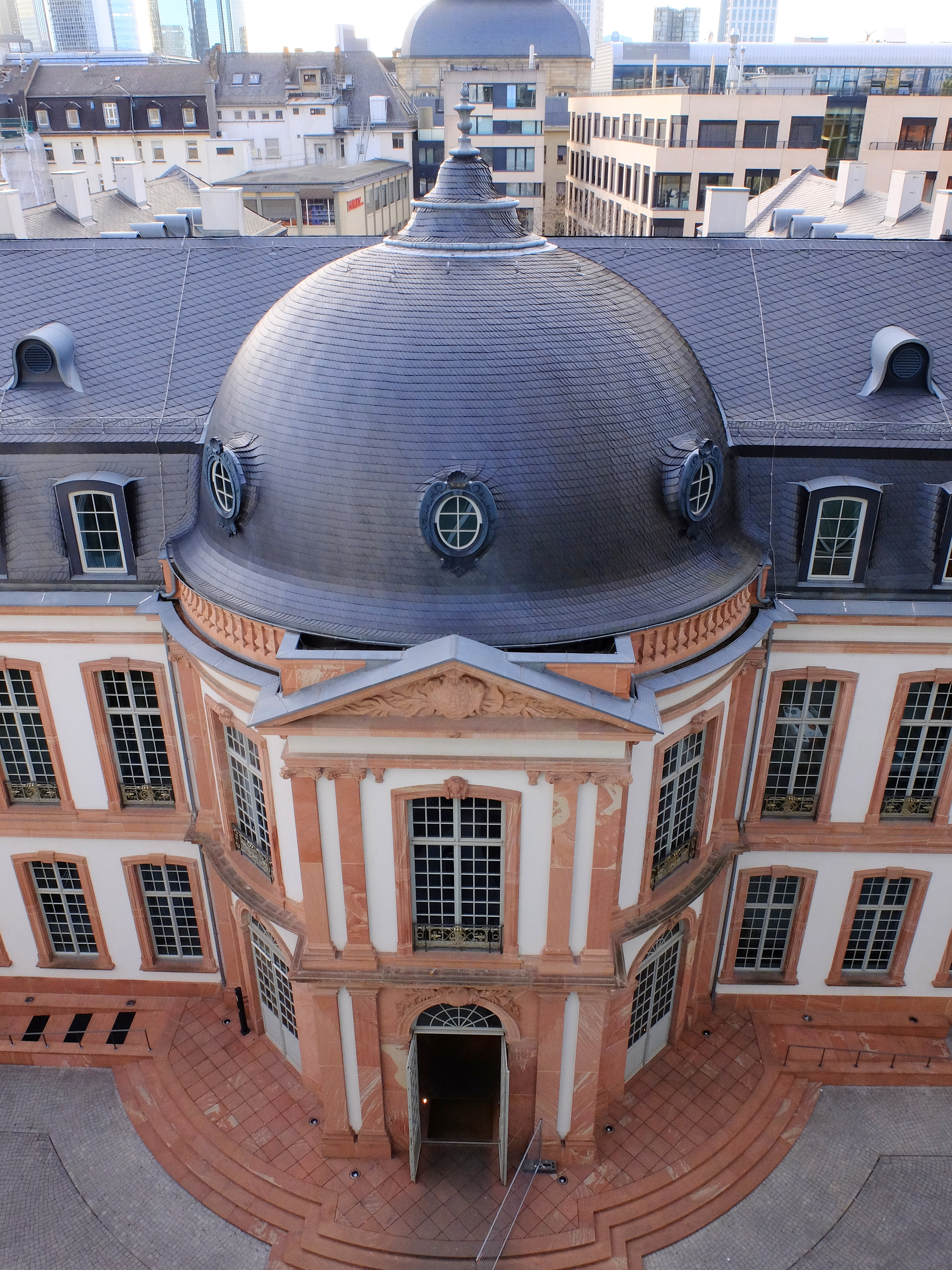
Das neu gebaute Palais im Jahr 2017 vom Einkaufszentrum MyZeil aus gesehen

Das Palais Thurn und Taxis in Frankfurt am Main, gelegentlich auch Bundespalais genannt, wurde in den Jahren 1731 bis 1739 im Auftrag des Reichserbgeneralpostmeisters Fürst Anselm Franz von Thurn und Taxis nach Plänen des französischen Architekten Robert de Cotte errichtet. 
Das Palais Thurn und Taxis blickt auf eine wechselvolle Geschichte zurück. Im Jahr 1748 wurde es zum Sitz der Hauptverwaltung der von der Familie Thurn und Taxis betriebenen Kaiserlichen Reichspost. Von 1805 bis 1813 diente es als Residenz von Karl Theodor von Dalberg, dem Fürstprimas des Rheinbundes und späteren Großherzog von Frankfurt. Nach der Wiederherstellung der Freien Stadt Frankfurt tagte von 1816 bis 1866 im Palais der Bundestag des Deutschen Bundes, weshalb das Gebäude in dieser Zeit auch als Bundespalais bekannt war.
1895 verkaufte Fürst Albert I. von Thurn und Taxis das Palais an die Reichspost, nachdem er die Innenausstattung in sein Schloss Emmeram in Regensburg hatte verbringen lassen, wo sie sich heute noch befindet. 1993 erwarb der Freistaat Bayern Stücke der Fürstlichen Schatzkammer zur Begleichung von Erbschaftssteuern, darunter wiederum auch Teile der Innenausstattung des Frankfurter Palais. Sie sind heute im Museum zu sehen. 1905 übernahm die Stadt Frankfurt das Palais und richtete darin 1908 das Völkerkundemuseum für die Sammlungen des Afrikaforschers Leo Frobenius ein.
1943 und 1944 wurde das Palais bei mehreren Bombenangriffen stark beschädigt; ein guter Teil der Substanz blieb allerdings erhalten, z. B. Reste von Deckenmalereien und Stuck. Obwohl ein Wiederaufbau möglich gewesen wäre, wurde der Bau 1951 inklusive der Portalbauten für den Neubau des Fernmeldehochhauses abgerissen. Die Portalbauten wurden dann im Zuge der Baumaßnahmen des Fernmeldehochhauses unter anderem mit modernen Stahlbetondecken, aber ohne Mansarddächer unter Verwendung der zuvor gesicherten Sandsteinteile wiedererrichtet.
Von 2004 bis 2009 wurde es als Teil des Investitionsprojektes Palaisquartier mit verändertem Grundriss rekonstruiert. Entwickler war die niederländische MAB in einem Joint Venture mit BPF, die verantwortlichen Architekten waren KSP Engel und Zimmermann. Im Gebäude befinden sich heute Geschäftsräume und Läden.

## Geschichte

### Familie Thurn und Taxis kommt nach Frankfurt am Main

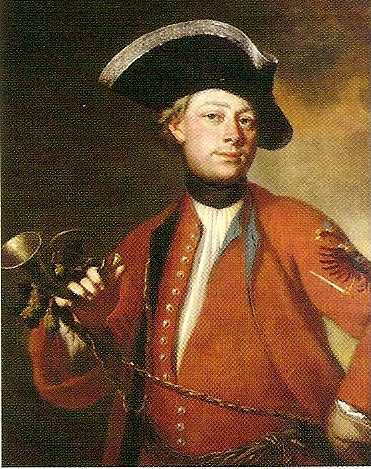
Anselm Franz von Thurn und Taxis

1724 verlegte Fürst Anselm auf Wunsch von Kaiser Karl VI. seine Residenz von Brüssel nach Frankfurt, wo sich bereits seit 1610 die wichtigste Niederlassung der Kaiserlich Thurn und Taxisschen Post im Reich befand. Obwohl der Kaiser diese Nachricht persönlich am 19. September 1724 dem Rat der Stadt Frankfurt übermittelte, sträubte sich dieser gegen die Ansiedelung des Fürstenhauses; das streng lutherische Patriziat wollte keinen Fürsten in den Mauern der Reichsstadt dulden, schon gar keinen katholischen.
Fürst Anselm erwarb die für den Bau notwendigen Grundstücke in der damals noch locker bebauten Neustadt deshalb über einen Strohmann, den Weinhändler Georg Friedrich Lind, einen der wenigen Frankfurter Katholiken, die das Bürgerrecht besaßen und Grundstücksgeschäfte tätigen konnten. Für 30 000 Gulden (etwa das hundertfache Jahresgehalt eines städtischen Beamten) kaufte Lind der Witwe des Obristleutnants Winter von Güldenbronn ihr Anwesen Zum weißen Hof in der Großen Eschenheimer Gasse ab. Als er den Kauf am 25. Juli 1724 im Währschaftsbuch im Römer eintragen ließ, offenbarte er dem Rat, wer sein Auftraggeber war. Der Rat legte ihm dies als arglistige Täuschung aus und erteilte Lind einen strengen Verweis, daß er sich hatte unterfangen mögen, wider seine bürgerlichen Pflichten zu dießem Kauff seinen Nahmen zu spendieren.
Trotz eines versöhnlichen Briefes des Fürsten, der auf die großzügige Dotation seiner Hofhaltung verwies und die Vorteile herausstrich, die der Bürgerschaft daraus erwachsen würden, blieb der Rat über Jahre bei seinem hartnäckigen Widerstand. Im Dezember 1724 forderte Kaiser Karl VI. die Stadt zur Befreyung des Grundstücks auf, blieb hiermit aber ebenso erfolglos wie der Mainzer Erzbischof Lothar Franz von Schönborn, der sich als Vermittler einschaltete. Erst im März 1729 schloss der Rat auf Druck des Kaisers einen Vergleich. Der Vertrag zu Bezeugung einer gegen allerhöchste kaiserliche und königliche Majestät allerunterthänigster Devotion umfasste 17 Paragraphen. Detailliert wurde u. a. geregelt,
- beim Bau des Palais nur Frankfurter Handwerker zu beschäftigen,
- keinesfalls einen öffentlichen Getränkeausschank durch den Hausmeister zu betreiben,
- flüchtigen Verbrechern kein Asyl am fürstlichen Hof zu gewähren,
- den fürstlichen Grundbesitz nicht weiter zu vergrößern und
- das Schloss beim Verkauf nur in bürgerliche Hände zu geben.

Fürst Anselm unterzeichnete den Vertrag am 25. März 1729 in Brüssel. Er war 48 Jahre alt und hatte durch die Hinhaltetaktik des Rates fünf Jahre verloren.

### Bau des Palais
Bereits Mitte 1727 hatte er sich wegen der Planung des Palais unter Zusendung eines vorläufigen Bauprogramms mit Skizzen an Robert de Cotte, den führenden Architekten Frankreichs, gewandt. Wahrscheinlich hatte er dessen Bauten in Paris und in Bonn kennengelernt. De Cotte schrieb ihm am 8. September 1727 ein Gutachten mit den Plänen für ein großzügiges Hôtel, das nicht nur architektonische Konkretisierungen, sondern auch praktische Anforderungen etwa seitens des Hoflebens enthielt. Der Hofstaat des Fürsten umfasste 160 Diener, 50 Beamte der Postverwaltung und 80 Pferde. Sie alle unterstanden zum Ärger des Rates nicht der städtischen Gerichtsbarkeit, sondern dem Fürsten persönlich.
De Cotte hatte die Kosten für den Rohbau auf etwa 90 000 Gulden geschätzt. Der Voranschlag wurde trotz der peniblen Rechnungsprüfung durch den fürstlichen Bauleiter Guillaume d’Hauberat deutlich überschritten.
D’Hauberat war kurpfälzischer Baumeister zu Mannheim und war neben mehreren jährlichen Inspektionen der Baustelle auch mit der Bearbeitung der Baupläne beauftragt. Die Wahl fiel auf ihn, da Fürst Anselm mit dem kurpfälzischen Hof in verwandtschaftlichen Beziehungen stand: Kurfürst Karl Philipp, der um 1725 beim Schlossbau in Mannheim eine große Anzahl der besten Künstler ihrer Zeit beschäftigte, hatte nach dem Tod seiner zweiten Gemahlin 1712 die taxissche Prinzessin Violanta Therese geheiratet.
Schon die Mitte 1727 an de Cotte gesandten Skizzen des Palais stammten vermutlich aus der Feder d’Hauberats. Ein Vergleich zwischen den erhaltenen Skizzen und dem fertigen Bau offenbart, dass die Baupläne wohl noch mehrfach überarbeitet wurden, bis offensichtlich zwischen April 1729 und Juni 1731 eine endgültige Fassung vorlag. Fürst Anselm beschloss am 19. September 1731 das Bauvorhaben und einen die Pflichten der Bauleitung sowie Honoraransprüche d’Hauberats regelnden Vertrag. Demnach erhielt dieser für seine Aufgabe 4 000 Gulden.
Trotz dem mit der Stadt beschlossenen Vertrag verhandelte d’Hauberat bereits im Juni 1731 nicht nur mit Frankfurter, sondern auch mit Mannheimer Steinmetzen und Zimmerleuten, die zu günstigeren Preisen arbeiteten. Nach einem hieraus erwachsenen Streit, den der Rat der Stadt durch einen Vergleich der Parteien am 8. September 1731 schlichtete, setzten die Frankfurter Handwerker ihre Forderungen etwas hinab und erhielten so den Auftrag über insgesamt 21 Positionen, ausgewiesen mit Zeichnungen und Preisen.
Verträge mit weiteren Handwerkern sind nicht überliefert. Insgesamt haben sich nur zwei Schlussrechnungen erhalten, die des Maurermeisters Adam Schäffer über fl. 44 916 für die Jahre 1733 bis 1736 und die der Steinmetzmeister Simon Arzt und Franz Barban über fl. 29 382 für 1735 bis 1742. De Cotte hatte die Ausgaben für diese beiden Gewerke zusammen auf rund 37 000 Gulden geschätzt.
Ein Ratsprotokoll vom 28. August 1731 bezeichnet das „bevorstehende Frühjahr“ als Bauanfang; auch die vorgenannte Rechnung von Schäffer belegt, dass bereits im Dezember 1731 mit dem Ausheben der Baugrube begonnen wurde. Kaum war mit dem Bau des zentralen Corps de Logis begonnen worden, als der Fürst am 21. Juli 1732 beim Rat der Stadt um Erlaubnis zum Kauf der Liegenschaft des Schreinermeisters Fischer in der Kleinen Eschenheimer Gasse bat. Nach langen Verhandlungen stimmte der Rat unter der Bedingung zu, der Fürst solle sich bezeugen und für sich und seine Erben zusagen, niemals wieder Raum zu beanspruchen.
In den folgenden Jahren wiederholten sich immer wieder verschiedenste Streitigkeiten mit Anwohnern und Handwerkern, mal wegen angeblicher Missachtung von Brandschutz- oder Lichtvorschriften, mal weil der Fürst erneut gegen das Gebot verstieß, einzig Frankfurter Handwerker zu beschäftigen. All dies zog den Bau wesentlich in die Länge.
Die tatsächlichen Baukosten lassen sich nicht mehr ermitteln, zumal noch beträchtliche Aufwände in den Innenausbau des Palais flossen. Über die Rechnungen wurde im Nachhinein noch lange verhandelt. Erst 1743 waren alle Rechnungen für den Bau bezahlt, der 1734 im Rohbau fertig gewesen war und 1739 bezugsfertig.
Mit der Ausschmückung seines Palais beauftragte der Fürst zwei bedeutende Künstler, den Bildhauer Paul Egell und den Maler Luca Antonio Colomba. Egell war zuvor kurpfälzischer Hofbildhauer in Mannheim gewesen, Colomba 1715 bis 1717 Hofmaler des Herzogs Eberhard Ludwig von Württemberg. Er hatte u. a. die Wandgemälde für das Residenzschloss Ludwigsburg ausgeführt.

### Palais als Sitz des Hauses Thurn und Taxis

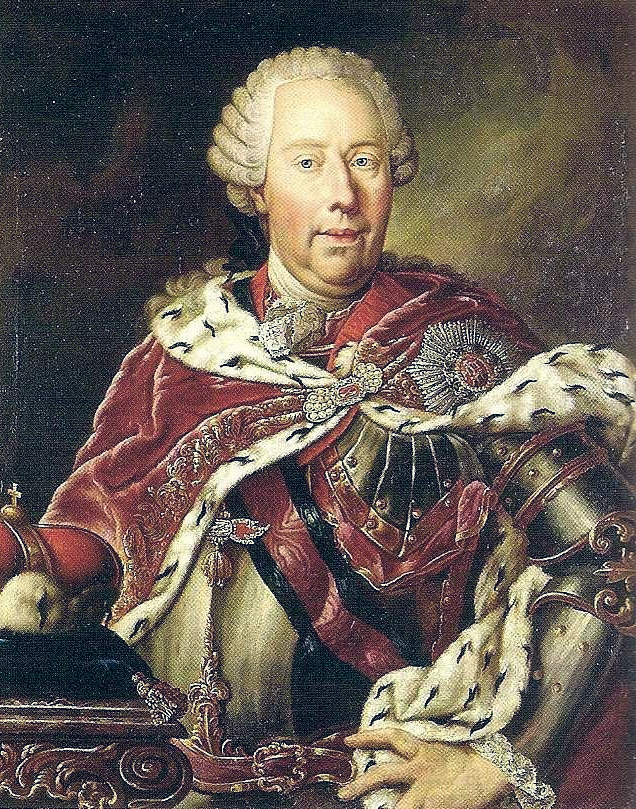
Alexander Ferdinand von Thurn und Taxis

Fürst Anselm pendelte während der Bauzeit häufig zwischen Brüssel und Frankfurt. Wenn er nicht in Frankfurt war, nahm er durch tägliche Briefe an seine Bauleiter mit pedantischem Eifer Einfluss auf jedes Detail des Baufortschrittes.
Bereits 1737 nahm er eine Wohnung im Erdgeschoss des Hauptbaus. Aus den Berichten des französischen Diplomaten Blondel, der zu dieser Zeit in verschiedenen deutschen Großstädten verkehrte, und auch in Frankfurt häufig Gast war, lässt sich das Leben im Palais rekonstruieren.
Demnach hatte der Fürst einen Palastmarschall, ein Gefolge von fünf bis sechs Edelleuten sowie Pagen und Bedienstete im Überfluss. Täglich kamen rund 25 Personen zur Tafel, die reichlich bedient wurden. Offenbar dauerte die Table d’hôte häufig bis in die frühen Morgenstunden. Die Gesellschaft wurde von eigenen Musikern und Schauspielern im hauseigenen Theater unterhalten. Die Herzogin von Württemberg, eine Tochter des Fürsten, sorgte für Unruhe, wenn sie nach Mitternacht mit Gesellschaft durch die Stadt zu ziehen pflegte und die Bewohner mit Trompeten und Pfeifen aus dem Schlaf schreckte. Dies sorgte schnell für erneuten heftigen Streit zwischen Stadt und Fürstenhaus. Als man nach einigen weiteren Vorfällen gar drohte, den Fürsten, wenn er die Brücke passiere, mit Pferd und Wagen in den Main zu werfen, beklagte sich der Fürst beim Kaiser höchstpersönlich, der die Stadt deshalb streng verwarnte. Fürst Anselm erlebte die endgültige Fertigstellung seines Palais nicht mehr: Er starb am 8. November 1739 in Brüssel.
Sein Sohn Alexander Ferdinand verlegte alsbald seine Residenz in das neue Palais. Er entfaltete offenbar eine glänzende Hofhaltung, denn seit seiner Zeit wurden keinerlei Beschwerden über das Gebaren des Fürstenhauses mehr dokumentiert. Bereits nach kurzer Zeit nahm er aktiv Einfluss auf die Reichspolitik, indem er die Wahl seines Freundes Karl Albrecht von Bayern zum Kaiser betrieb. Am 12. Februar 1742 wurde Karl Albrecht in Frankfurt als Karl VII. zum Kaiser gekrönt. Wegen des Österreichischen Erbfolgekrieges nahm er als einziger Kaiser auch seine Residenz in Frankfurt – im Barckhausenschen Palais auf der Zeil, Garten an Garten mit dem Palais Thurn und Taxis.
Während seiner Zeit in Frankfurt erhob Karl das Postgeneralat der Fürsten von Thurn und Taxis zum Thronlehen. Seinen Freund Alexander Ferdinand ernannte er zum Kaiserlichen Prinzipal-Kommissar und machte ihn zu seinem persönlichen Vertreter beim Immerwährenden Reichstag in Regensburg. Nach dem überraschenden Tod Karls VII. am 20. Januar 1745 fiel die Kaiserkrone wieder an das Haus Habsburg. Das brachte Alexander Ferdinand in Bedrängnis, da er sich gegen den Vorwurf des Verrats zu verteidigen hatte. Es gelang ihm jedoch durch eine Huldigung vor der Kaiserin Maria Theresia seine Stellung wieder zu festigen. 1748 bestätigte sie seinen Rang als Prinzipal-Kommissar. Daraufhin verlegte er seine Residenz für immer nach Regensburg. Das Frankfurter Palais blieb noch bis 1867 Sitz der General-Postdirektion.

### Palais nach dem Ende der Hofhaltung
Auch nach der Verlegung des Thurn und Taxisschen Hofes blieb das Palais im Besitz der Fürstenfamilie. Als repräsentativstes Wohnhaus in der bürgerlichen Stadt mit ihrer ansonsten bescheidenen Architektur war es als vornehmes Gästehaus sehr begehrt. Am 2. Januar 1759 im Siebenjährigen Krieg besetzten französische Truppen unter der Führung des Herzogs de Broglie Frankfurt. Der Herzog richtete sein Hauptquartier im Palais ein, seine Dienerschaft wurde in den Nachbarhäusern untergebracht. Um ihr einen schnellen Zugang in das Palais zu erlauben, wurde in eine Mauer, die an das Haus des Kutschers Gerlach stieß, eine Öffnung gebrochen. Im Namen des Herzogs bat der französische Stadtkommandant, Graf Thoranc, den Rat um eine Erlaubnis hierzu und versprach zugleich, beim Abzug alles wieder in den Ursprungszustand zurückzuversetzen.
Als die Franzosen im Frühjahr 1762 wieder aus Frankfurt abzogen, hatte der Bau erheblichen Schaden gelitten. Kamine und Fußböden waren verdorben, Teile der Einrichtung demontiert worden. Der Herzog von Broglie musste für die Schäden aufkommen, wie aus einer Liste vom 20. Juni 1761 hervorgeht. Es dauerte bis 1764, die Schäden zu beheben.
Bei der von Johann Wolfgang Goethe in Dichtung und Wahrheit beschriebenen Kaiserkrönung Josephs II. bezogen die Habsburger mit ihrem Hofstaat das Palais, ebenso wie bei den späteren Krönungen Leopolds II. (1790) und Franz II. (1792). Offenbar kam es 1764, eventuell auch schon 1745, als das Palais anlässlich der Feierlichkeiten den Sammelpunkt verschiedenster fremder Fürstlichkeiten bildete, erneut zu Beschädigungen der Inneneinrichtung. Dies war nicht unproblematisch, als in diesem Falle von den Verursachern kein Schadensersatz eingefordert werden konnte.
Interessant im Zusammenhang mit den vorgenannten Beschädigungen und den anschließenden Reparaturarbeiten ist, dass die fürstliche Kanzlei ihre seit Bau des Palais bestehende ablehnende Haltung gegenüber dem Frankfurter Handwerk aufrechterhielt. Der fürstliche Geheimrat Berberich schrieb 1763 in einem Bericht: „Ich kenne die verwegenen Handwerker der Stadt ziemlich genau, und ihre Höfflichkeit nebst ihrer unbändigen Anforderung ist auch bekannt; das beste ist, daß diese Arbeit nicht lange währet und wenig kosten kann.“
Verwalter des Thurn und Taxisschen Besitzes war von 1770 bis 1794 der Hofrat Johann Bernhard Crespel, ein Jugendfreund Goethes, den E.T.A. Hoffmann in seiner Novelle Rat Krespel und Jacques Offenbach in seiner Oper Hoffmanns Erzählungen verewigten.
Am 25. Mai 1789 vermählte sich Karl Alexander, der Erbprinz von Thurn und Taxis, mit Herzogin Therese Mathilde von Mecklenburg-Strelitz. Da das Paar den Wohnsitz in Frankfurt nehmen wollte, wurde das Palais von Grund auf saniert. Stadtbaumeister Johann Georg Christian Hess fertigte ein auf den 16. August 1791 datiertes Gutachten, das die Reparaturkosten auf 3 500 Gulden schätzte. Der Auftrag wurde im September desselben Jahres an verschiedene Frankfurter Meister vergeben und blieb in seinen Kosten schließlich unter dem Voranschlag.
Bei der Kaiserkrönung Franz II. im März 1792 konnte der Fürst von Thurn und Taxis die fürstliche Gesellschaft nach den gerade abgeschlossenen Reparaturarbeiten somit in einem in neuem Glanze erstrahlenden Palais empfangen. Prinzessin Therese empfing auch ihre Schwestern, Prinzessin Luise von Mecklenburg-Strelitz, die spätere Königin Luise, und Prinzessin Friederike. Anders als viele andere Mitglieder der während der Krönung anwesenden Gesellschaften wohnten sie nicht im Palais, sondern waren bei Goethes Mutter Catharina Elisabeth im Goethe-Haus untergekommen.
Goethe selbst erwähnte das Palais Thurn und Taxis in seinen Werken mit keinem Wort. Warum er stattdessen das in der Nähe gelegene Schweitzersche Palais ausführlich beschrieb und sogar ein Modell davon fertigen ließ, ist ungeklärt.

### Palais als Residenz des Großherzogs
Während der Koalitionskriege blieb das Palais zunächst Sitz der Fahrenden Post. Erst 1806 rückte es wieder in den Mittelpunkt des politischen Geschehens: Nach dem Ende des Heiligen Römischen Reiches erhielt der Fürstprimas des Rheinbundes, Karl Theodor von Dalberg, von Kaiser Napoléon ein eigenes Fürstentum. Es wurde aus den östlich des Rheins liegenden ehemaligen kurmainzischen Gebieten, der Reichsstadt Frankfurt und dem Fürstbistum Fulda gebildet. Fürst Karl Theodor residierte zumeist im Aschaffenburger Schloss. Dalberg verlieh dem Fürsten Karl Alexander von Thurn und Taxis namens der Rheinbund-Staaten die „Würde und das Amt eines Erblandpostmeisters“ als Thronlehen. Im Gegenzug erhielt der Fürstprimas das Palais Thurn und Taxis auf 15 Jahre zur kostenlosen Nutzung überlassen sowie zusätzlich eine jährliche Rente von fl. 12 000, die er zu mildtätigen Zwecken bestimmte. Ihm zu Ehren wurde die Große Eschenheimer Gasse in Carlsgasse und das Eschenheimer Tor als Carlstor umbenannt. 1810 wurde Dalberg Großherzog des kurzlebigen Großherzogtums Frankfurt. Bereits am 2. November 1813 musste er Frankfurt für immer verlassen.

### Bundespalais

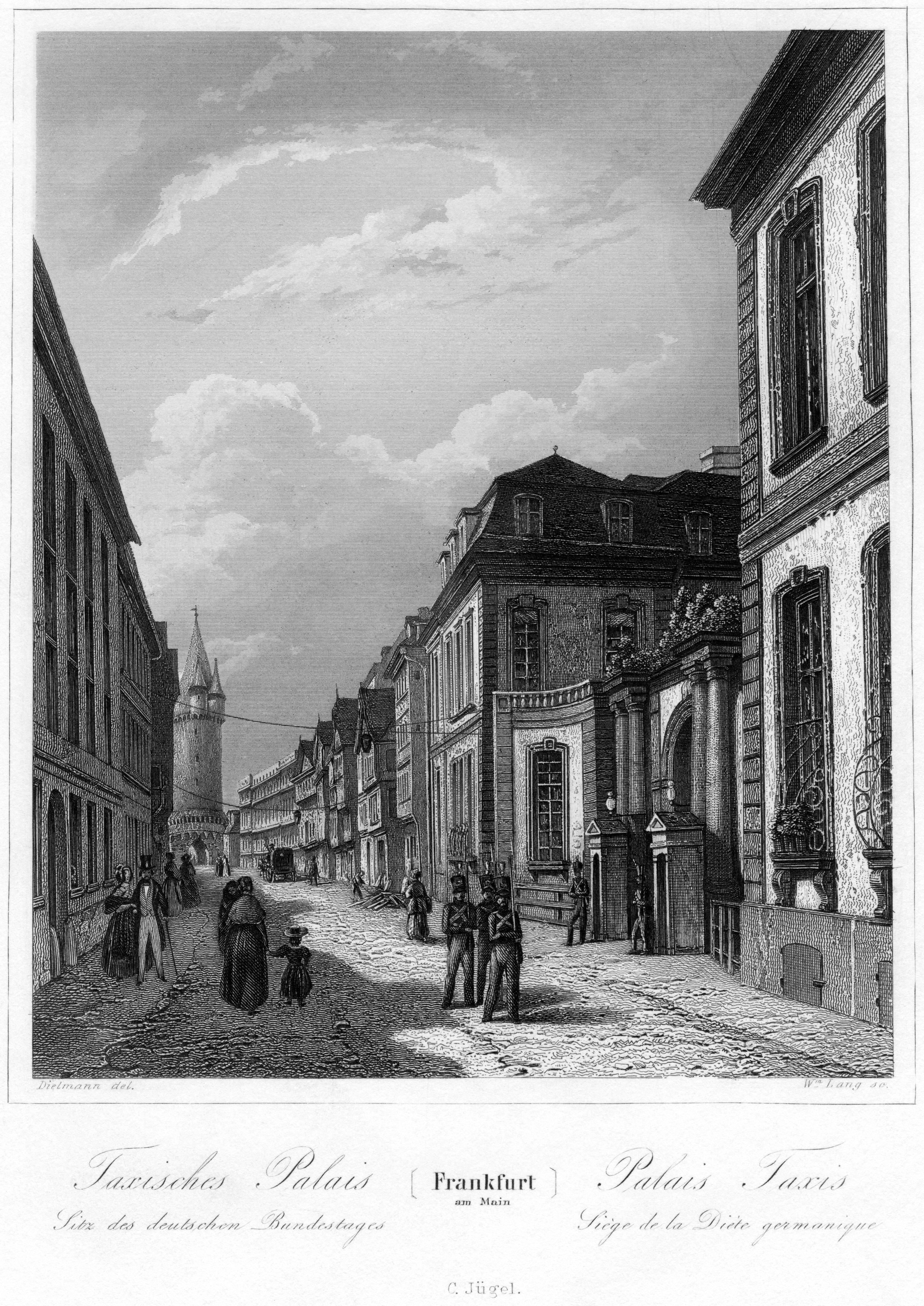
Portalbauten an der Großen Eschenheimer Straße zur Zeit der Nutzung als Bundespalais, 1845
(Stahlstich von Wilhelm Lang nach Vorlage von Jakob Fürchtegott Dielmann)

Aufgrund eines Geheimvertrages zwischen Österreich und Bayern vom 8. Oktober 1813 sollte Frankfurt am Main nach der Niederlage Napoleons eigentlich an Bayern fallen. Der Frankfurter Diplomatie gelang es jedoch, den preußischen Minister Freiherr vom Stein zu überzeugen, sich im Interesse Preußens für die Wiederherstellung der städtischen Freiheit zu verwenden. Der Wiener Kongress beschloss letztlich die Bildung einer Freien Stadt Frankfurt und bestimmte am 8. Juni 1815 in der Bundesakte das Palais zum Sitz des Bundestages, der Versammlung der 41 Staaten des Deutschen Bundes. Seitdem führte es den Namen Bundespalais. Fürst Karl Alexander von Thurn und Taxis erhielt für seine Überlassung eine jährliche Miete.
Das Palais wurde 1816 vorerst zum Aufbewahrungsort für das Archiv der Urkunden und Originalakten der Tagungen der deutschen Bundesversammlung bestimmt; es beherbergte zugleich die kaiserliche österreichische Gesandtschaft.
Die Öffentlichkeit war von den Sitzungen der Bundesversammlung ausgeschlossen. Ihr Vorsitzender, der österreichische Gesandte beim Deutschen Bund, hatte seine Privatwohnung im Bundespalais. Nach der Märzrevolution 1848 stellte die Bundesversammlung ihre Arbeit vorerst ein. Stattdessen belegte die am 24. Juni 1848 von der Frankfurter Nationalversammlung eingesetzte Provisorische Reichsregierung für kurze Zeit das Bundespalais. Nach dem Scheitern der Revolution wurden 1849 die früheren Verhältnisse wiederhergestellt. Ende 1850 bezog die Bundesversammlung wieder das Palais.

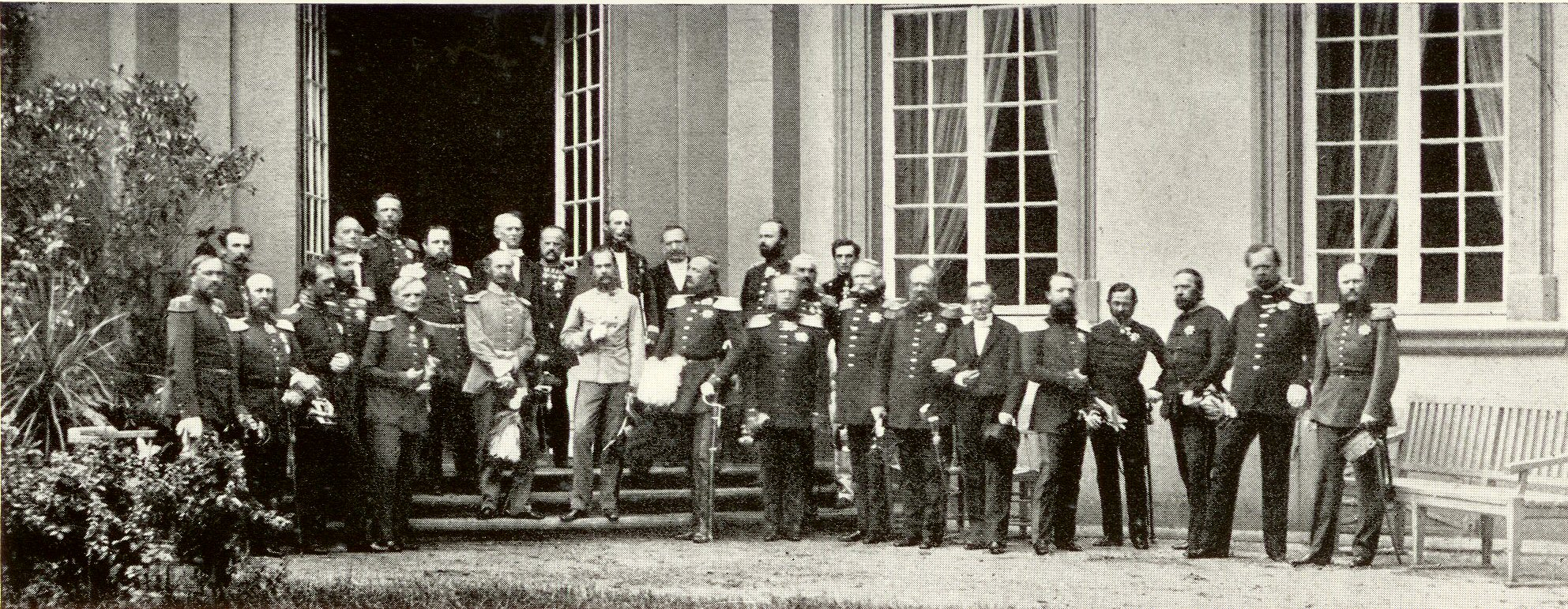
Abschlussfoto des Frankfurter Fürstentages am 1. September 1863

1851 bis 1859 war Otto von Bismarck preußischer Gesandter beim Deutschen Bund. Die Arbeit der Versammlung wurde mehr und mehr durch den preußisch-österreichischen Gegensatz gelähmt. Der Einladung des österreichischen Kaisers Franz Joseph I. zu einem Fürstentag, einer Versammlung aller deutschen Fürsten in Frankfurt, folgten 1863 alle Staaten des Bundes außer Preußen, dessen König Wilhelm I. auf Anraten Bismarcks fernblieb. Damit war der Bruch Preußens mit dem Deutschen Bund de facto vollzogen, es strebte einen kleindeutschen Bundesstaat unter preußischer Führung an.
Im Jahr 1866 brach der preußisch-österreichische Krieg aus, in dem Frankfurt formal bundestreu und neutral blieb, damit aber von Preußen als Kriegsgegner betrachtet wurde. Am 16. Juli 1866 rückte die Preußische Mainarmee unter General Ernst Eduard Vogel von Falckenstein kampflos in die Stadt ein und legte ihr sogleich härteste Kontributionen auf. Der letzte Bürgermeister der Freien Stadt, Karl Konstanz Viktor Fellner, nahm sich aus Verzweiflung über die Gewaltmaßnahmen das Leben, der Chefredakteur der von der Thurn und Taxisschen Post seit 1616 herausgegebenen Frankfurter Oberpostamtszeitung wurde verhaftet und erlitt bei seiner Vernehmung durch preußische Militärs einen tödlichen Schlaganfall.

### Stadt übernimmt das Palais
Am 30. Juni 1867 endete die Geschichte der von den Thurn und Taxis betriebenen Post. In das Palais Thurn und Taxis, das im Besitz der fürstlichen Familie blieb, kehrte Ruhe ein. Gelegentlich fanden hier noch Ausstellungen statt, so 1875 eine Historische Ausstellung kunstgewerblicher Erzeugnisse und 1879 eine Pflanzenausstellung des Verbandes Rheinischer Gartenbau-Vereine. Danach begann die allmähliche Räumung des Palais. Kunstwerke, Möbel, Skulpturen, Gobelins und andere Ausstattungsgegenstände, darunter ganze Gartenpavillons, wurden nach Regensburg abtransportiert. Vom früheren Glanz des Palais war wenig übrig geblieben.
Am 1. April 1895 verkaufte das Haus Thurn und Taxis das Palais für 1,5 Millionen Mark an die Reichspost, die bereits auf der Zeil das Rothe Haus und den Russischen Hof übernommen hatte, ein klassizistisches Meisterwerk von Nicolas de Pigage. Die Häuser an der Zeil sowie das hinter ihnen gelegene Stallgebäude und die Reithalle des Palais wurden abgerissen und an ihrer Stelle die kaiserliche Hauptpost im Gründerzeitstil der Neurenaissance errichtet. Auch im Palais wurden eine Reihe von Umbauten vorgenommen, um es für die Briefträgerabfertigung und die Rechnungs- und Geschäftsstelle für den Telegraphen- und Fernsprechbetrieb herzurichten.
Der Magistrat wandte sich auf Bitten engagierter Bürger an die Reichspost, um eine weitere Verschandelung des Baudenkmals zu verhindern. Da die Post zu keinen Zugeständnissen bereit war, die einen finanziellen Mehraufwand außerhalb ihres gesetzlich festgelegten Aufgabenbereichs bedeutet hätten, verhandelte die Stadt daraufhin mit dem Ziel einer Übernahme des ganzen Gebäudekomplexes. Am 18. Mai 1905 wurde der Kaufvertrag unterschrieben. 1908 wurde das Palais als Völkerkundemuseum eingerichtet, zunächst mit den Sammlungen von Bernhard Hagen. In den 1920er Jahren wurde es um die Sammlungen des Afrikaforschers Leo Frobenius ergänzt.

### Ende des Palais

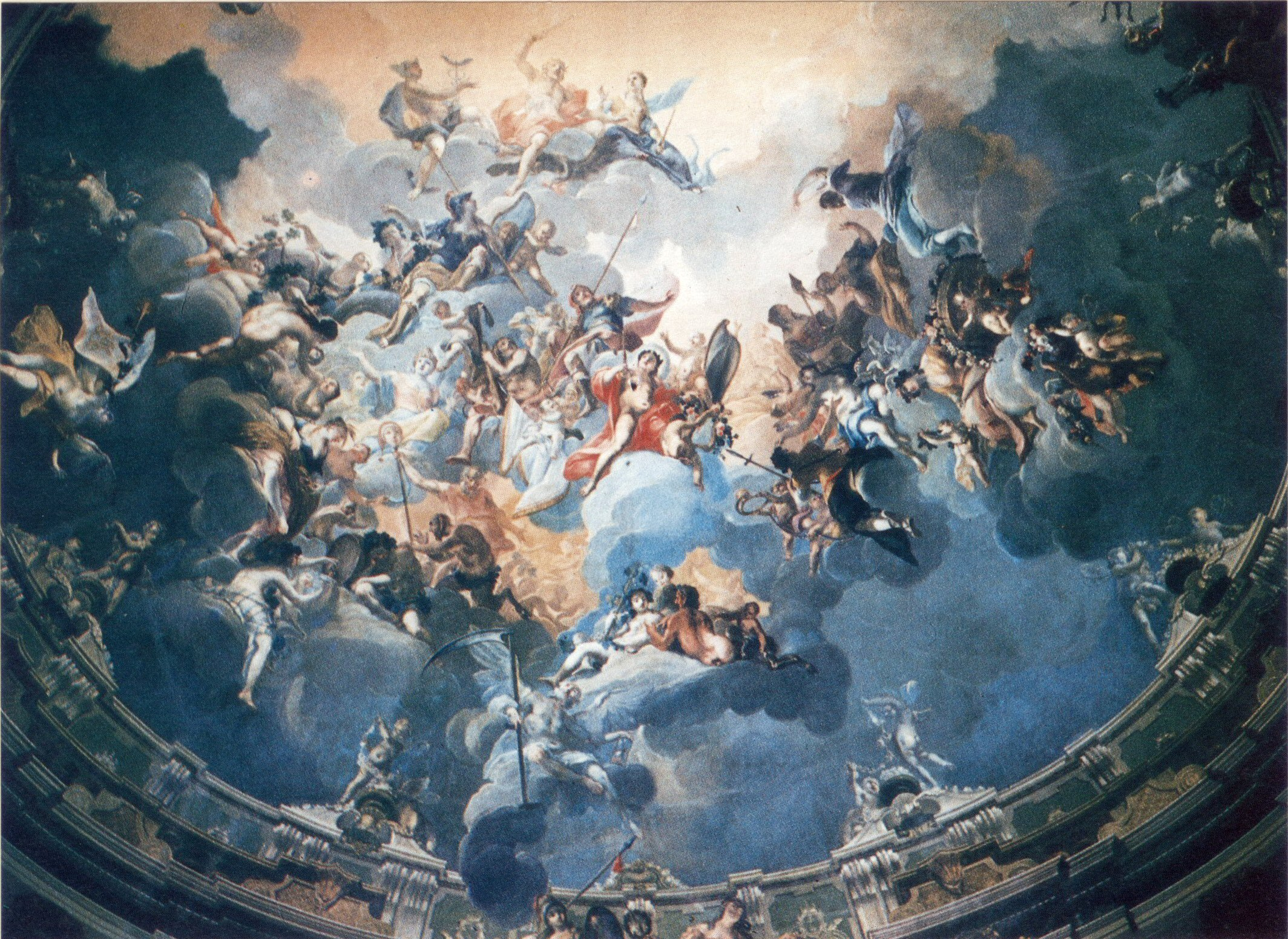
Deckengemälde von Luca Antonio Colomba, 1944 zerstört

1943 wurde durch den Historiker Fried Lübbecke eine umfangreiche Dokumentation des Palais veranlasst. Dabei entstanden u. a. über 60 Farbfotos der kostbaren Deckengemälde von Luca Antonio Colomba. Am 4. Oktober 1943 wurde das Palais während der Luftangriffe auf Frankfurt am Main erstmals von Brandbomben getroffen. Das Dach der beiden Pavillons und des Corps de Logis gerieten in Brand; doch konnte das Feuer rasch gelöscht werden, bevor es großen Schaden anrichtete. Weitere Angriffe trafen das Palais am 20. Dezember 1943 und am 29. Januar 1944. Beim schwersten Bombenangriff auf Frankfurt am Abend des 22. März 1944 detonierte eine fast 4 000 kg schwere Luftmine im Treppenhaus des Corps de Logis. Die Druckwelle ließ die Hauptfassade in den Innenhof stürzen und warf die Arkaden der Flügelbauten um. Von der zum Garten gelegenen Rotunde blieb der größte Teil stehen.
Die Telefonkabel in den Kellern des Palais waren unzerstört geblieben. Bereits kurz nach Kriegsende konnte die Post den Vermittlungsbetrieb wieder aufnehmen, obwohl die Gebäude der Hauptpost und des Telegraphen- und Fernsprechamtes völlig zerstört waren. 1948 plante die Post den Neubau eines Gebäudekomplexes mit einem 70 Meter hohen Hochhaus auf dem Gelände der ehemaligen Thurn und Taxisschen Post. Zunächst war dabei der Wiederaufbau des Palais geplant, doch stellte sich heraus, dass die Verlegung der unter dem Gebäude zusammenlaufenden Kabel einen Millionenbetrag gekostet hätte. Nach langen Verhandlungen stimmte die Stadtverwaltung daher einem Kompromiss zu. Das Corps de Logis und die Seitenflügel wurden niedergelegt, nur die Portalbauten an der Großen Eschenheimer Straße blieben in der alten Form erhalten. Diese waren allerdings Neubauten unter Verwendung der alten Sandsteinelemente gewesen, da die originalen Portalbauten im Zuge der Bauarbeiten der Hauptpost komplett abgetragen worden waren, um eine neue Unterkellerung zu ermöglichen. Anstelle der früheren Mansarddächer erhielten sie jedoch nunmehr eine Attika mit einer Balustrade.
2004 wurden auch die Portalbauten abgetragen, um Platz für die Baustellenzufahrt zu schaffen. Die erhaltenen Sandsteinelemente der ursprünglichen Bausubstanz wurden eingelagert. Sie wurden zum Zwecke des Wiederaufbaus des Palais in Pirna von einem Fachunternehmen gereinigt sowie ergänzt und seit Ende 2008 in das rekonstruierte Palais integriert.

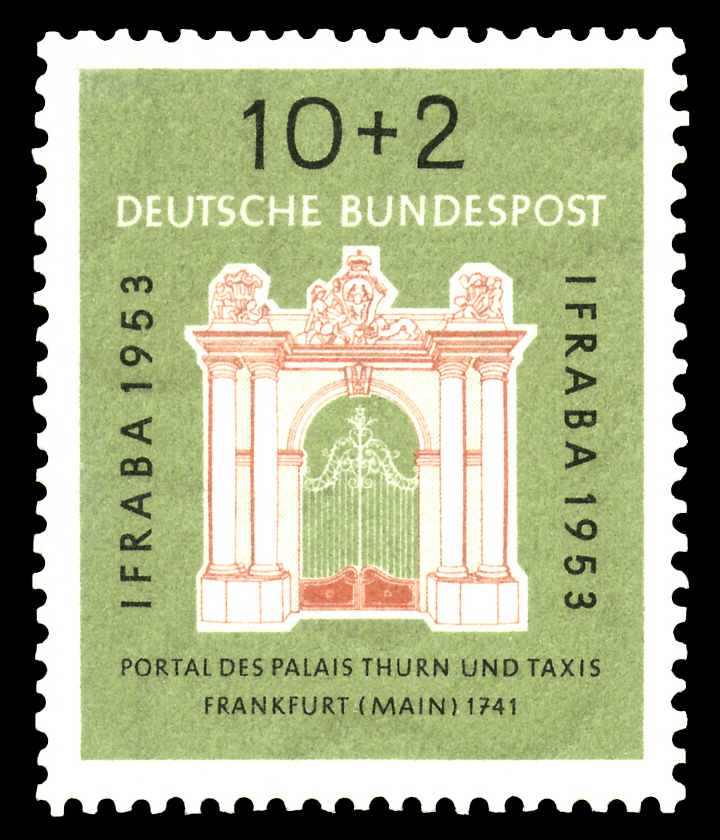
Westdeutsche Briefmarke (1953) mit dem Portal des Palais
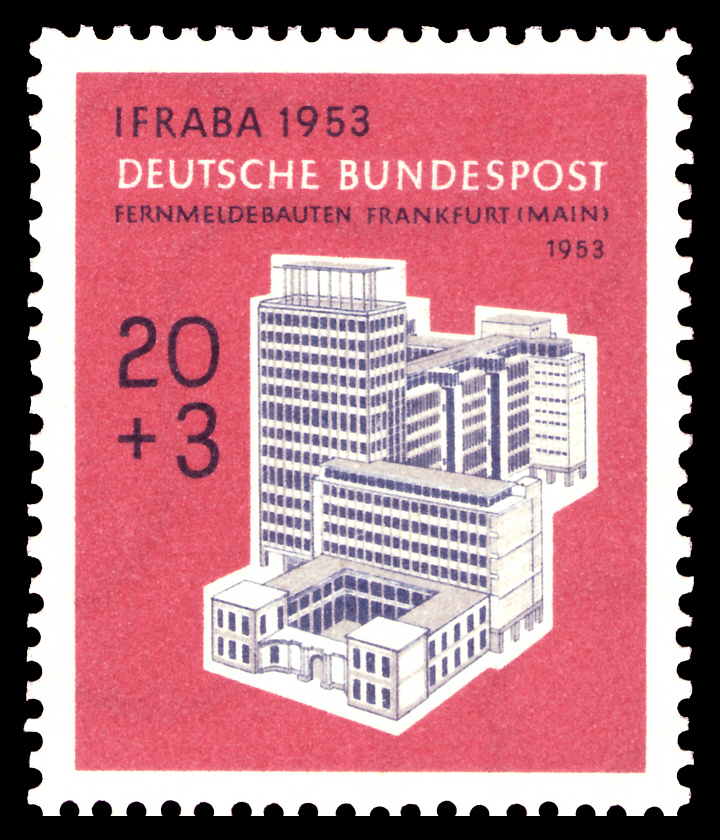
Westdeutsche Briefmarke (1953) mit den Neubauten des Fernmeldeamtes

## Lage und Umgebung

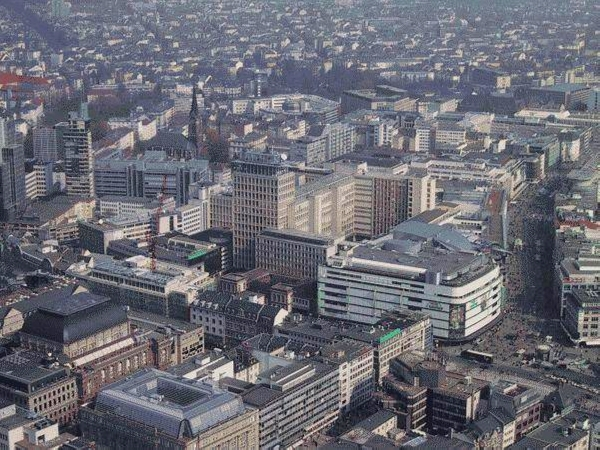
Städtebauliche Situation 2003

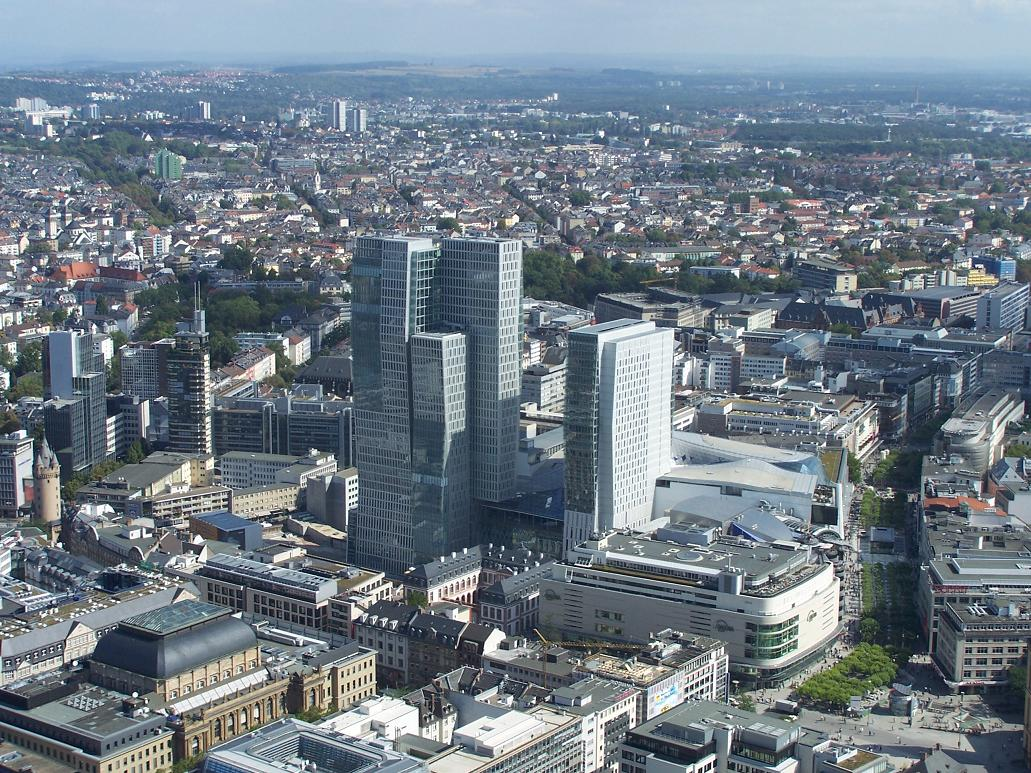
Situation September 2009

Das Palais lag im Stadtteil Innenstadt an der Ostseite der Großen Eschenheimer Straße, die von der Hauptwache zum Eschenheimer Tor führt.
Auf dem Gelände des ehemaligen Gartens und des 1951 abgerissenen Corps de Logis, des Zentralbaus des Palais, stand von 1952 bis 2003 das über 70 Meter hohe Fernmeldehochhaus. Es war eines der ersten in Stahlskelettbauweise erbauten Hochhäuser in Frankfurt und ein zentraler Knotenpunkt des deutschen Fernmeldenetzes. Südlich und östlich an das Hochhaus schlossen sich zwei Verwaltungsbauten von 33 und 40 Metern Höhe an. Auf dem Gelände arbeiteten in den sechziger Jahren zeitweise bis zu 5 000 Menschen.
Mit dem Neubau einer Netzleitwarte neben dem Europaturm in Bockenheim verlor das Fernmeldehochhaus seine zentrale Bedeutung für das Netz der Deutschen Telekom. 2004 wurde der gesamte Gebäudekomplex für den Neubau des Palaisquartiers abgerissen. 
Das im Rahmen des Projektes errichtete neue Palais ist keine Rekonstruktion, sondern eine verkleinerte Kopie des ursprünglichen Gebäudes. Um die historische Bedeutung herauszustreichen, hat der zuständige Ortsbeirat dem rückwärtigen Platz zum Einkaufszentrum MyZeil, zum Nextower und dem Jumeirah-Hotel den Namen Thurn-und-Taxis-Platz gegeben. Das südlich gelegene Nachbargebäude, der Kaufhof an der Ecke Zeil/Hauptwache, stammt aus der Wiederaufbauzeit der 1950er Jahre.

## Architektur
Das Palais gehörte der kunsthistorischen Epoche des Spätbarock an. Als letztes Werk de Cottes (zusammen mit dem Palais Rohan in Straßburg) zeigt es einen ausgereiften Stil, der den Zeitgenossen schon fast veraltet erschien. Beim Baubeginn war de Cotte schon über siebzig Jahre alt. Fürst Anselm hatte ihn wahrscheinlich in Paris kennengelernt und um ein Memorandum zum geplanten Bau seiner Residenz in Frankfurt gebeten. De Cotte antwortete ihm am 20. Oktober 1727:

„Da man mich um meine Meinung fragt, glaube ich, mein Nachdenken darauf richten zu müssen, daß dieses Haus für einen Grandseigneur bestimmt ist. Es wäre deshalb richtig, ein großes Appartement im Erdgeschoß zu schaffen, wo sich gewöhnlich die höheren Herrschaften und der Adel versammeln und im ersten Stock zwei Appartements auf den Garten hin anzulegen, dazu andere in den Flügeln und in den Pavillons zur Straße hin, ebenso an die Zimmer im Mansardenstock zu denken, auch in den Nebenhöfen an alles das, was für die Ställe, die gedeckte Reitbahn, die Wagenschuppen und die Wohnungen der Beamten und Hausangestellten nötig ist.
Da die Straße, an der man dies Haus bauen soll, nicht sehr breit ist, glaubte ich, das Portal in zwei Halbkreisen zurückzunehmen, um die Einfahrt leichter zu machen und der Front einen graziöseren Anblick zu schaffen, eine Anordnung, die immer von schöner Wirkung ist.“

### Zeichnungen von Robert de Cotte
Die Entwürfe Robert de Cottes von 1730 sind erhalten und werden zusammen mit dem Nachlass des Architekten in der Pariser Bibliothèque Nationale verwahrt.

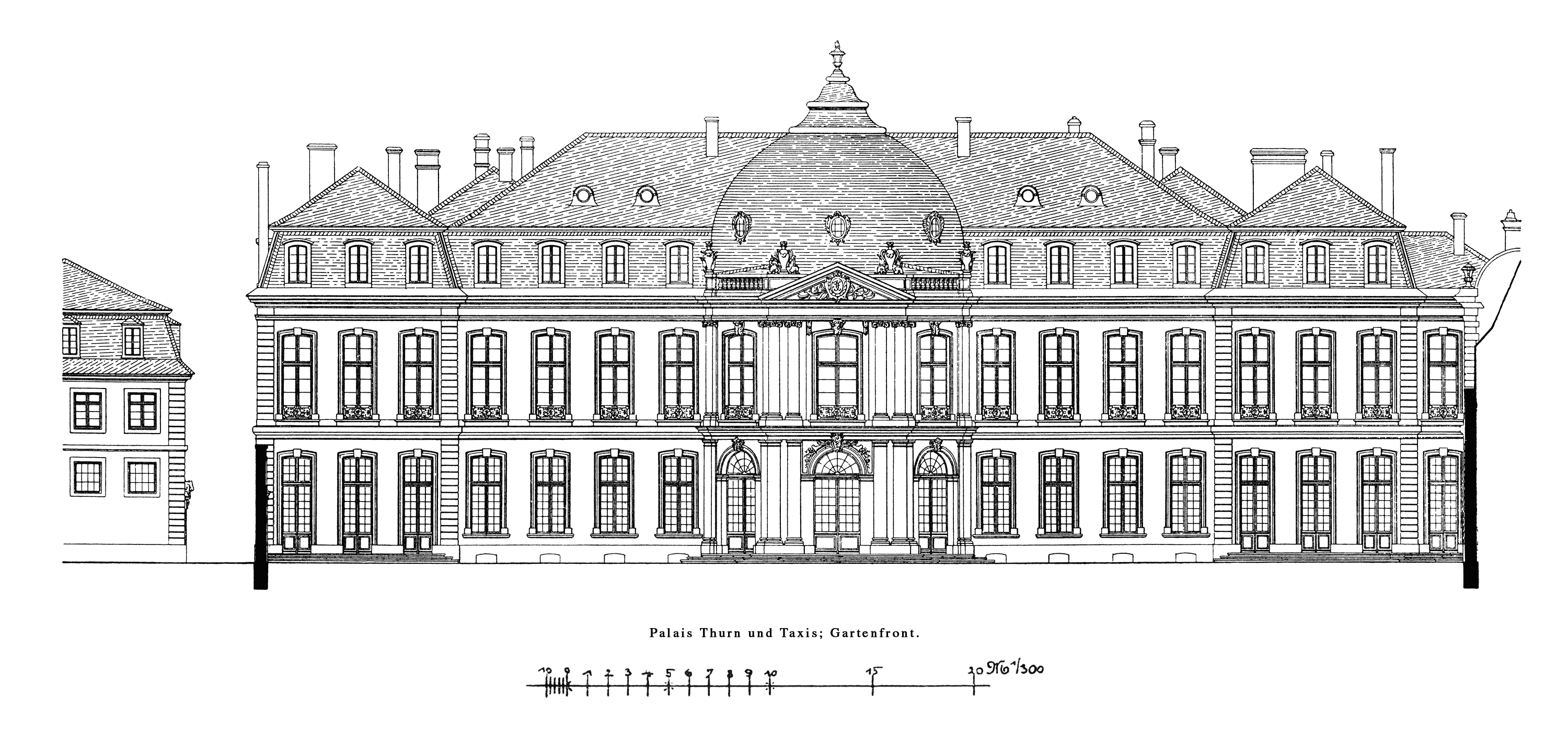
Gartenfront
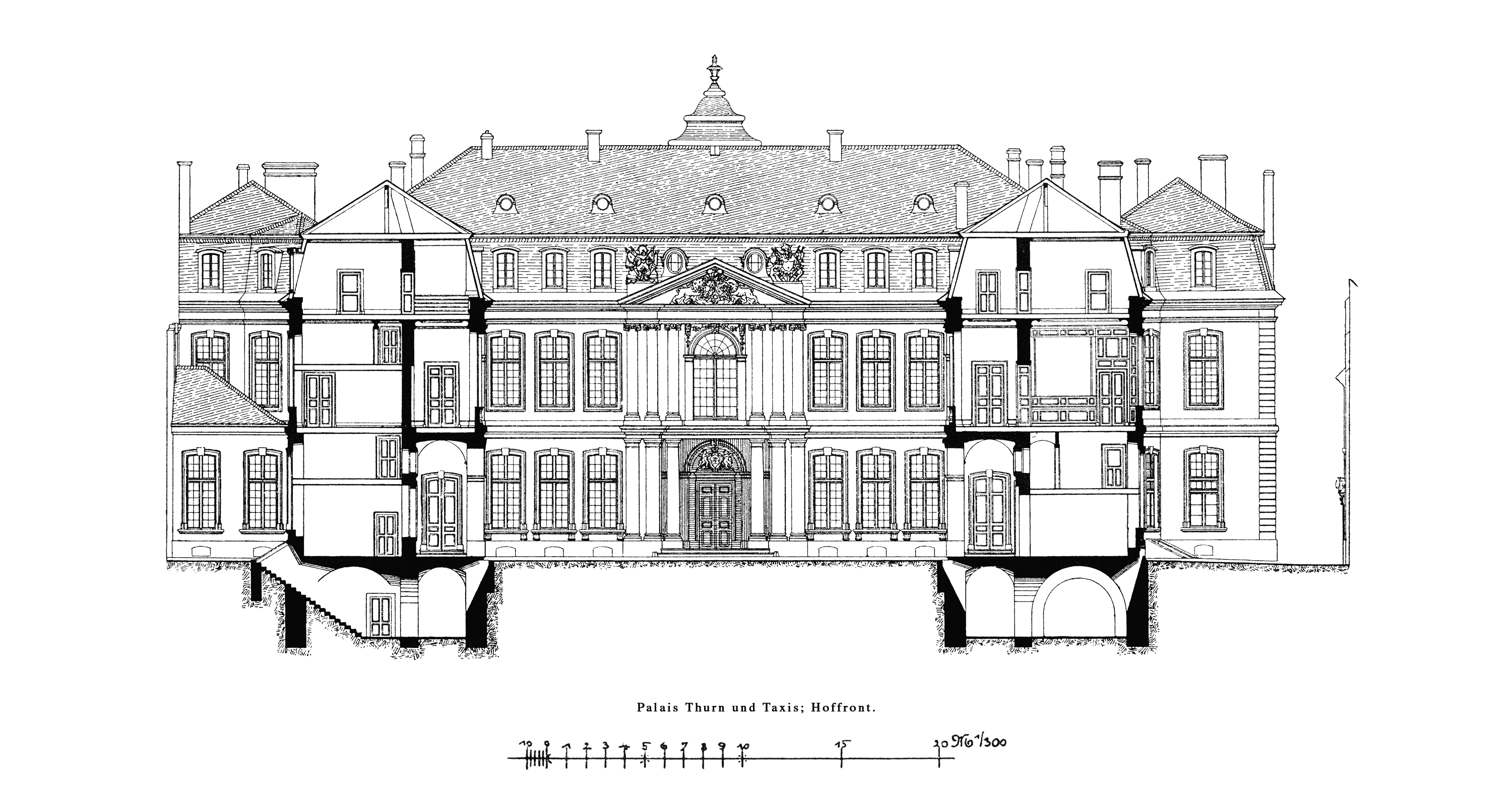
Hoffront
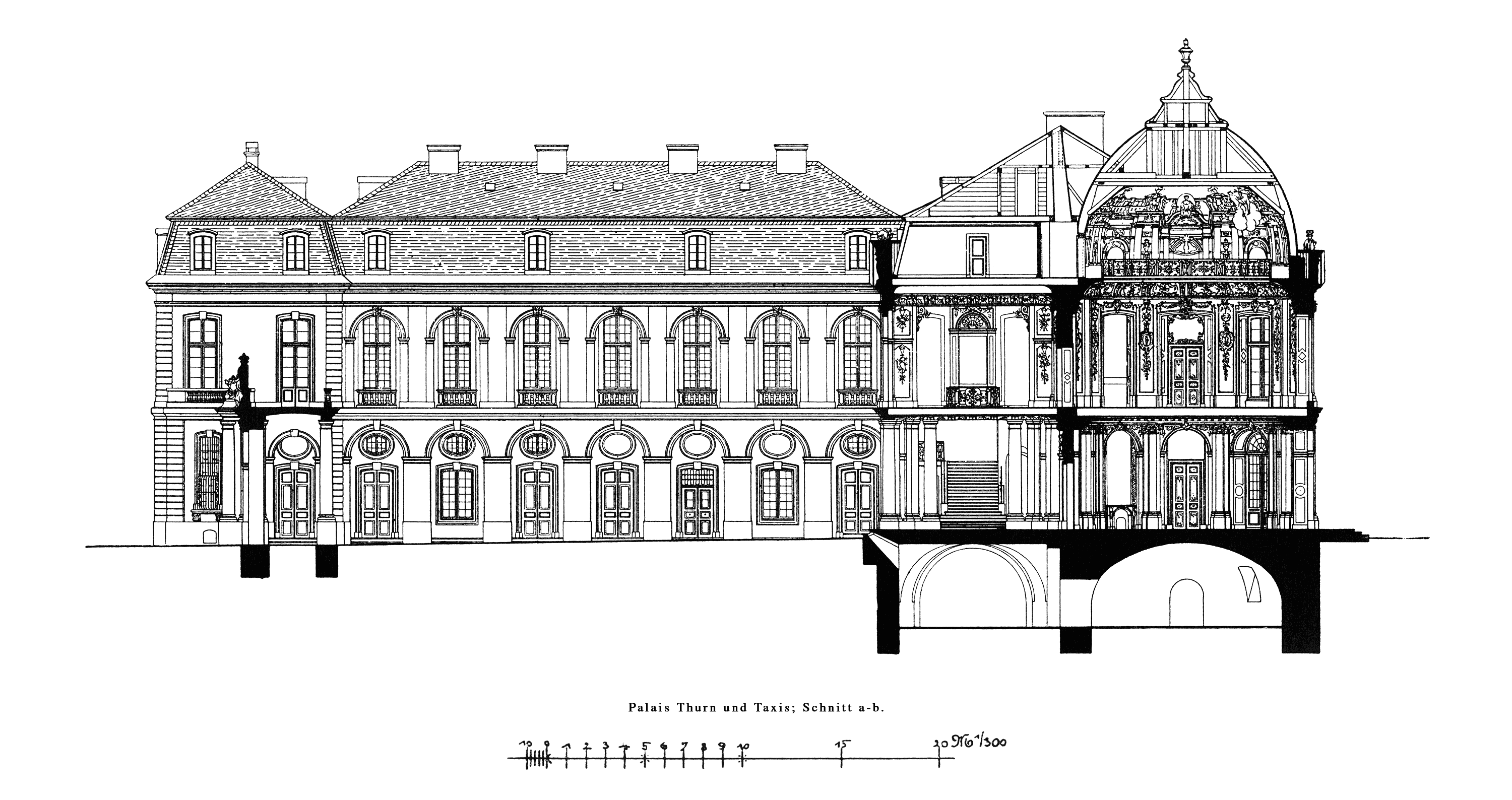
Schnitt durch den Corps de Logis
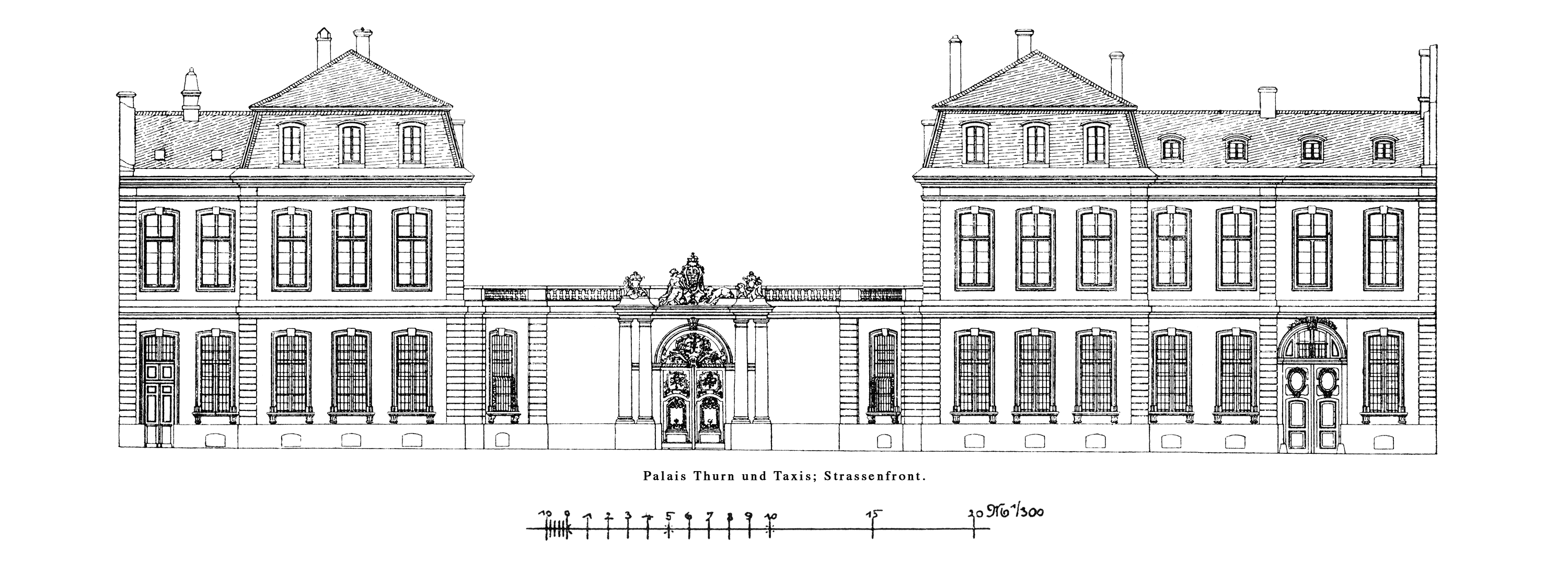
Straßenfront
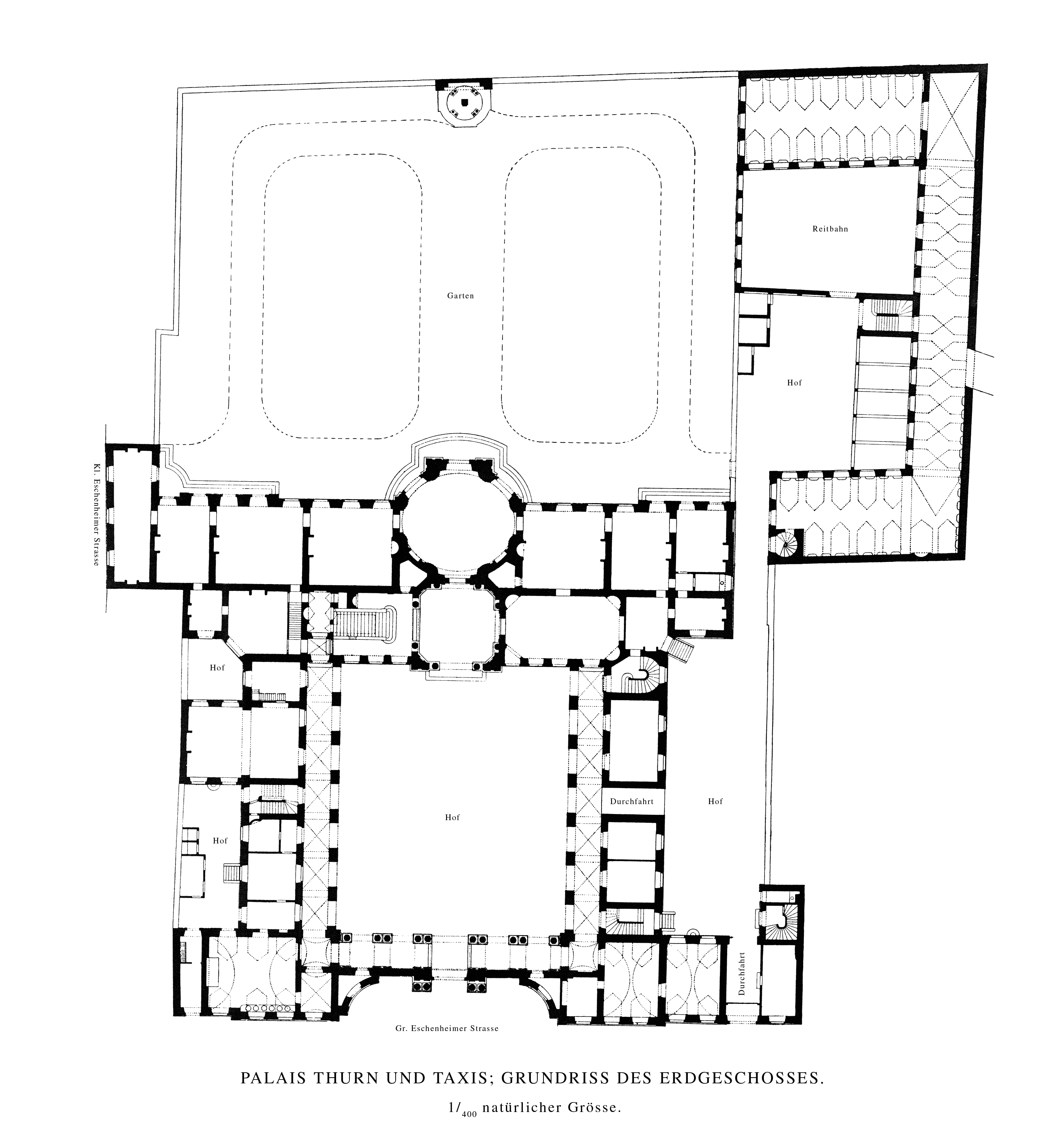
Grundriss des Palais Thurn und Taxis, der Nebengebäude und des Gartens, Erdgeschoss
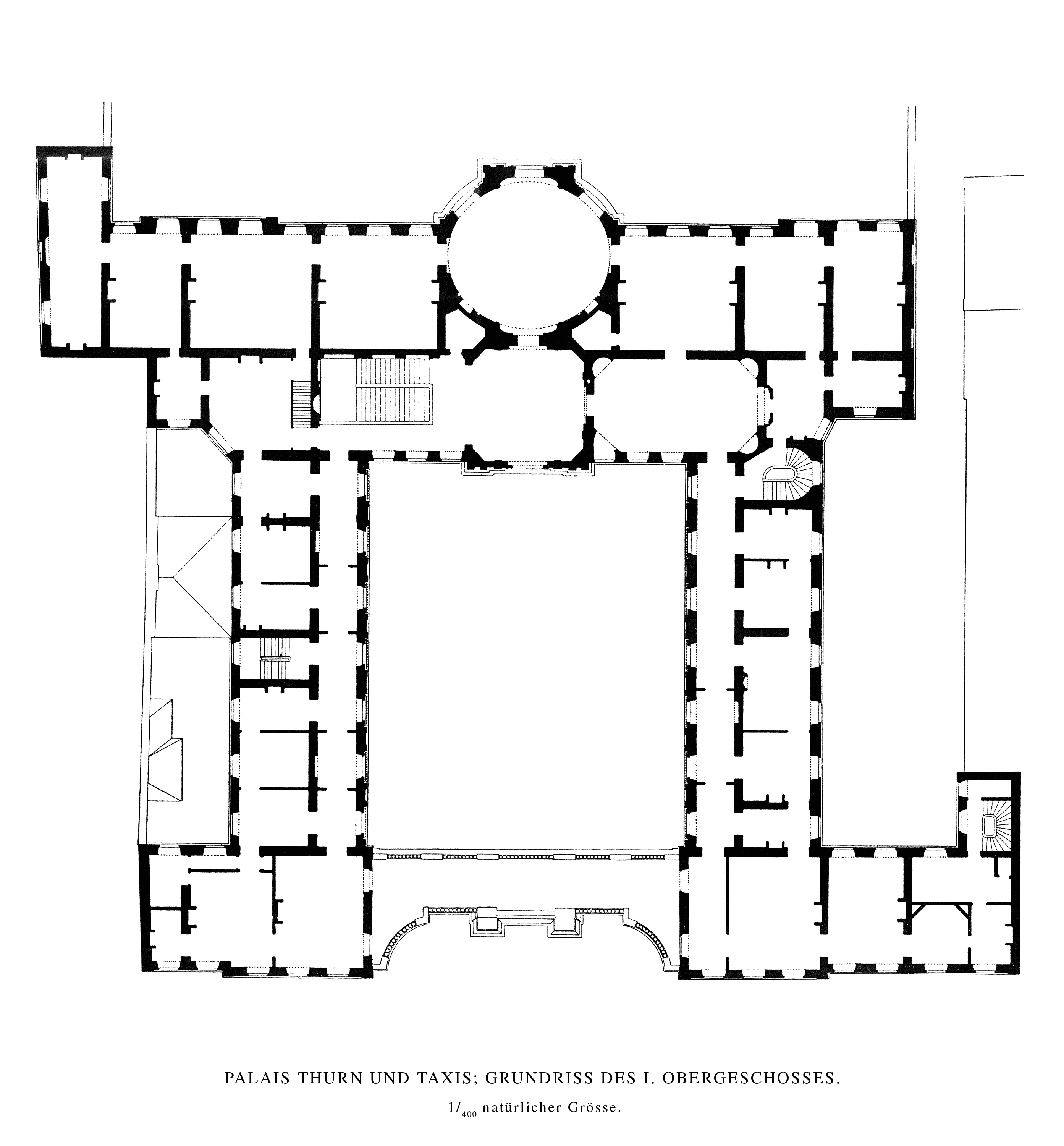
Grundriss des Palais Thurn und Taxis, Erster Stock

### Portalbauten

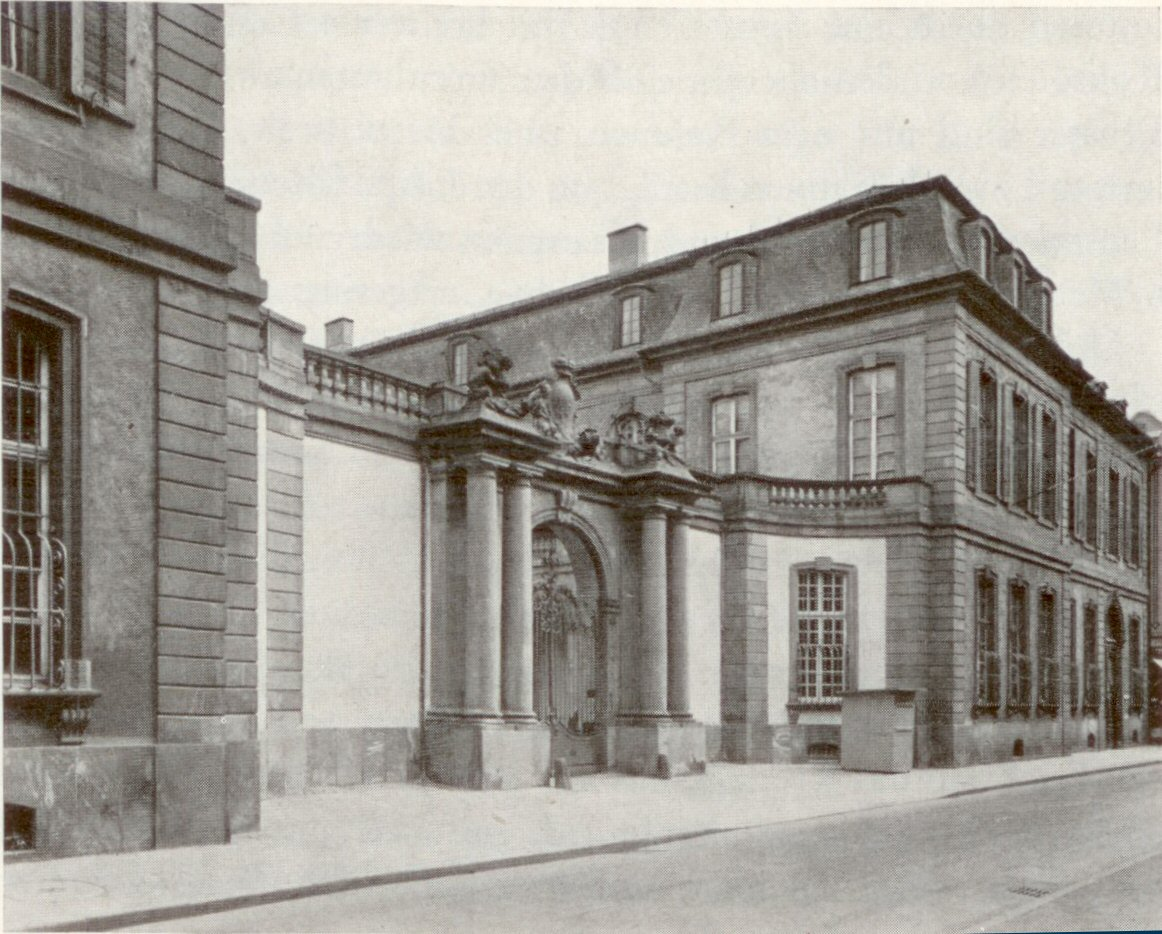
Portalbauten an der Großen Eschenheimer Gasse

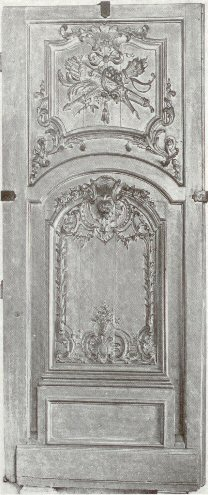
Rechter Türflügel des Portals

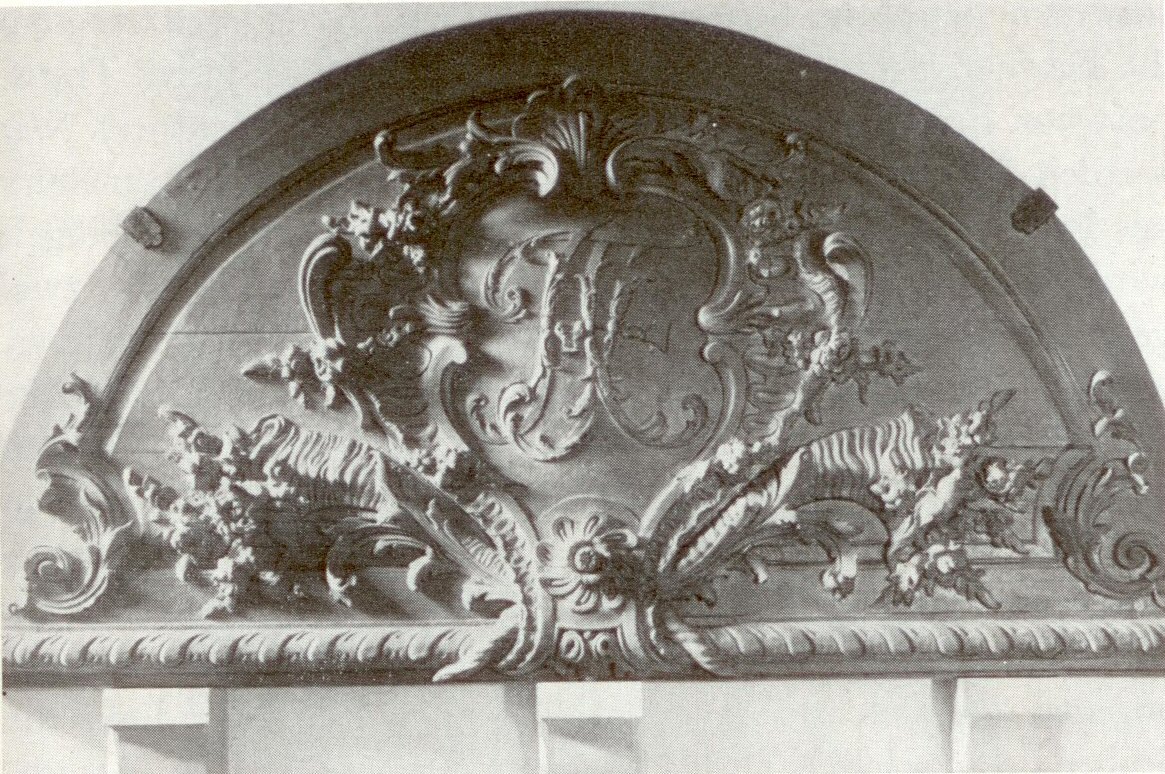
Tympanon von Paul Egell, 1734/35

Den zur Großen Eschenheimer Gasse gelegenen Portalbauten merkte man ihre Asymmetrie auf den ersten Blick nicht an. Obwohl der linke, nördliche Pavillon fünf Fensterachsen und der südliche, rechte sogar sieben hat, fasste de Cotte bei beiden Pavillons die zur Muschel der Einfahrt hin gelegenen inneren drei Achsen jeweils durch Lisenen zu einem Risalit zusammen und rückte sie um etwa einen halben Meter zur Straßenfront hin vor. Beide Risalite wurden zudem dadurch betont, dass sie Mansarddächer erhielten. Während die Fenster des Erdgeschosses jeweils vier Meter hoch waren, erreichten sie im ersten Stock nur 3,80 Meter, so dass die Pavillons etwas höher erschienen als sie tatsächlich waren. Die unteren Fenster hatten zudem ein etwas breiteres Gesims auf zwei Konsolen, während die Fenster des Obergeschosses nur einfach umrahmt waren. Alle Pavillonfenster waren einheitlich etwa zwei Meter breit, ihr Abstand etwa ein Meter, so dass das Maß zwischen zwei Fensterkanten jeweils genau die Hälfte des etwa sechs Meter hohen Geschosses betrug (gemessen bis zum Gurtgesims).
Das Gurtgesims durchschnitt die vom Boden bis zum Dachgesims laufenden gequaderten Lisenen, so dass sie scheinbar ein Fundament für das obere Stockwerk bildeten. Dieses doppelte Gurtband ließ sich auch an den anderen Gebäudeteilen erkennen. Das Gurtgesims bestand aus einem vorspringenden Architrav und einer darunter liegenden Platte. Das darüberliegende Obergeschoss war kaum merklich um etwa vier Zentimeter gegenüber dem Erdgeschoss eingezogen.
Um das Eingangsportal zu betonen, verlief die acht Meter hohe Hofmauer zwischen den Pavillons nicht gerade, sondern sprang in zwei Viertelkreisen zurück, denen sich zwei kurze, gerade Wandstücke, durch Lisenen abgetrennt, anschlossen. Die gesamte Wand der Muschel war etwa 26 Meter breit, wovon ein Drittel auf das Portal entfiel. Die von einem Rundbogen überspannte Toreinfahrt war drei Meter breit, was auch für die größten vierspännigen Karossen ausreichte. Die beiden hölzernen Portalflügel waren von dem ansonsten nicht hervorgetretenen Pariser Bildhauer Fressancourt gestaltet. 1893 wurden diese Türen nach Regensburg abtransportiert und durch ein schlichtes schmiedeeisernes Gitter ersetzt. Die Türen waren nach den Proportionen des Goldenen Schnitts gestaltet. Ein geschwungenes Segmentband unterteilte sie in zwei geschnitzte Felder, deren obere sich zur unteren sowie zur Gesamtfläche wie die Fibonacci-Zahlen 3:5:8 verhielten.
Links und rechts des Portals befanden sich jeweils zwei vor die Wand gestellte Säulen von 5,11 Metern Höhe, die auf breiten Sockeln von 1,20 Metern Höhe lasteten. Basis und Kapitelle der Säulen entsprachen der toskanischen Ordnung Andrea Palladios. Das umlaufende Gurtband war oberhalb der Kapitelle gekröpft, so dass sich eine Plattform ergab. Sie trug einen steinernen Schild mit der Reichskrone, umhangen von der Kette des Goldenen Vlieses. Gegen den Schild springt von rechts ein Löwe, das Wappentier der aus dem lombardischen Valsassina stammenden Familie von Thurn und Taxis. Links und rechts der Wappengruppe stehen zwei von Putten umspielte Vasen. Diesen Portalschmuck schuf – ebenso wie das Tympanon mit dem Wappen des Fürsten – 1734/35 der Bildhauer Paul Egell.

### „Cour d’Honneur“

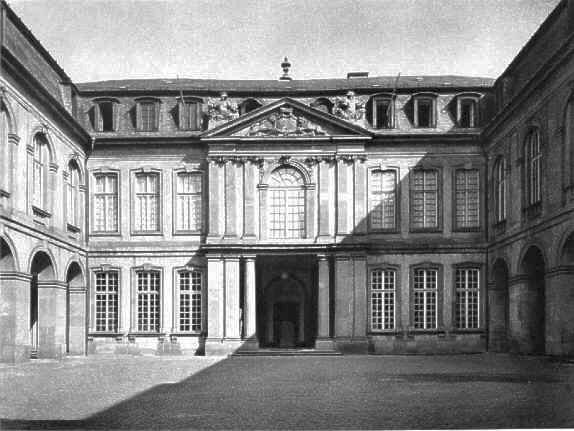
Cour d’honneur und Corps de Logis

Hinter dem Portal öffnete sich der große Innenhof des Palais, die 30 Meter im Quadrat messende Cour d’honneur. Der nördliche und südliche Flügelbau waren jeweils von Arkadenreihen gesäumt, zwischen denen eine lichte Weite von 22 Metern blieb – groß genug, um mehrere zweispännige oder eine vierspännige Equipagen vorfahren zu lassen. Vom Portal her kommend, durchschritt man eine Säulenhalle, die von vier Säulenpaaren in toskanischer Ordnung gebildet wurde. Die Obergeschosse der Flügelbauten wiesen ebenfalls zum Untergeschoss korrespondiere Arkaden auf, die möglicherweise ursprünglich ebenfalls offen geplant waren, jedoch schon während der Bauzeit Fenster erhielten.
Rechts und links des Ehrenhofes befanden sich zwei Nebenhöfe, die Basse Cours. Der nördliche, kleinere der beiden Höfe war der sogenannte „Küchenhof“. Hier lagen die Konditorei und die große Küche des Palais, darunter eine Sickergrube für die Küchenabwässer und die Aborte der Dienerschaft. Der südliche Hof, der „Kutschenhof“, war im Osten wie ein Hufeisen von dem langgestreckten Pferdestall umgeben, der Platz für zunächst 50 Pferde bot, nach einer Erweiterung sogar für 80. An das Stallgebäude grenzten eine einstöckige Reithalle und eine ebenfalls einstöckige Remise für die fürstlichen Kaleschen. Ein Brunnen sowie eine Dunggrube ergänzten den Hof, der sich auf diese Weise deutlich von dem benachbarten Ehrenhof abhob. Eine drei Meter breite Durchfahrt unter dem östlichen Flügelbau des Ehrenhofes verband die beiden Höfe miteinander, so dass die Kutschen vom Stall direkt am Corps de Logis vorfahren konnten.

### „Corps de Logis“

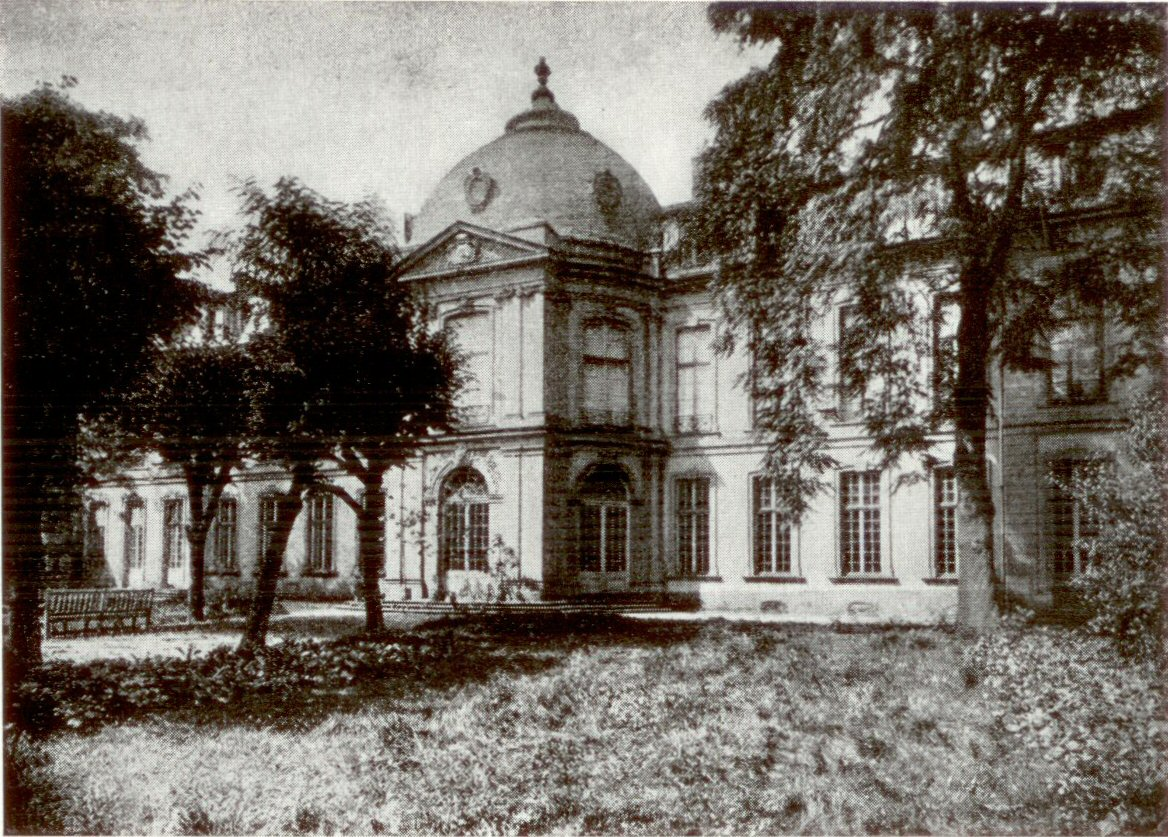
Der Corps de Logis von der Gartenseite aus

Der Corps de Logis, der Hauptbau des Palais, schloss den Ehrenhof nach Osten hin ab. Seine Westfassade war streng symmetrisch, mit einem über beide Geschosse ragenden Mittelrisalit und links und rechts davon jeweils drei Fensterachsen. Das umlaufende Gurtgesims teilte die Fassade horizontal, so dass das Obergeschoss mit dem Mansarddach scheinbar einen selbständigen Baukörper bildete.
Der Mittelrisalit bestand aus einem Vestibül im Erdgeschoss, das von zwei toskanischen Säulen sowie links und rechts jeweils zwei flachen Pilastern flankiert wurde. Im Obergeschoss befand sich anstelle des Vestibüls ein großes Bogenfenster. Jeweils drei ionische Pilaster trugen das Frontispiz. Den Wappenschmuck dieses Giebeldreieckes schuf der Frankfurter Bildhauer Johann Bernhard Schwarzeburger mit seinen Söhnen. Die beiden Trophäen über den Ecken des Frontispizes stammen von Paul Egell.

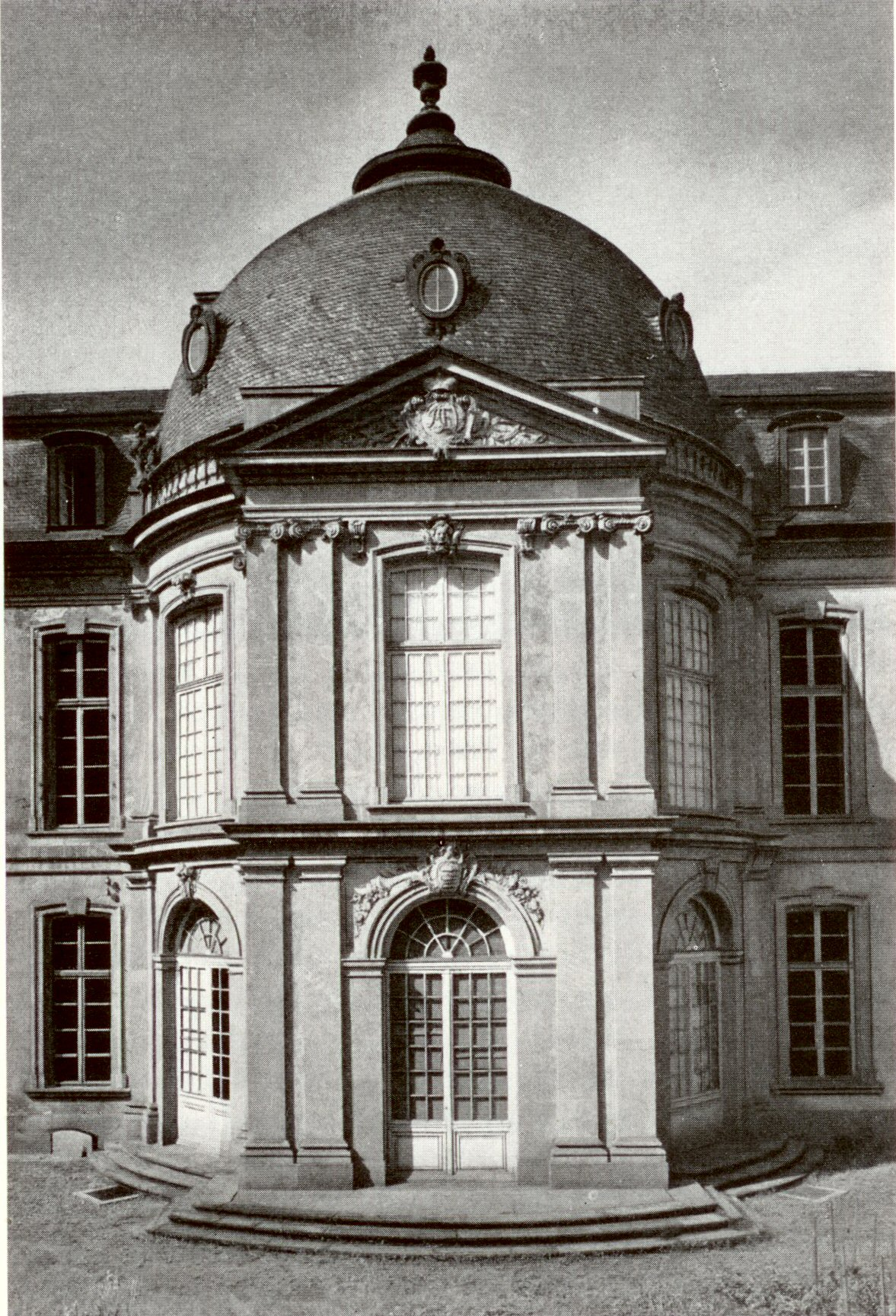
Fassade der Rotunde

Auch zur Gartenfront gestaltete de Cotte eine vollkommen symmetrische Fassade aus insgesamt 18 Fensterachsen: in der Mitte einen vorgezogenen Kuppelbau von drei Achsen, links und rechts davon jeweils vier Fensterachsen, außen die wiederum leicht vorgezogenen, von gequaderten Ecklisenen eingefassten und durch zwei quergestellte Mansarddächer abgesetzten Eckrisalite mit ihren jeweils drei Fensterachsen. Die Fenster waren ursprünglich nach französischem Vorbild mit grün gestrichenen, ausstellbaren Klappläden versehen. Als die Läden um 1850 verschlissen waren, hatte man sie kurzerhand ersatzlos entfernt. Im ersten Stock waren die tief herunterreichenden Fenster mit schmiedeeisernen Brüstungsgittern geschützt, die 1892 ausgebaut und nach Regensburg gebracht worden waren.
Für den Kuppelbau, die Rotunde, schuf de Cotte einen zierlichen, nur etwa 1,60 Meter tiefen Vorbau, um das Oval auszugleichen und eine zur Gesamtfront parallele Fassade zu bilden. Wie an der Hofseite trugen im Erdgeschoss jeweils zwei flache toskanische Pfeiler das weit vorkragende untere Gesims, auf dem im Obergeschoss zwei Paare ionischer Pfeiler standen. Darauf lag das um den ganzen Bau laufende Kranzgesims, darüber ein Frontispiz, welcher mit einer Kartusche aus den Initialen von Fürst Anselm Franz geschmückt war. Den Übergang von der Rotunde zum Schieferdach der Kuppel bildete eine steinerne Blendbalustrade, auf deren inneren Ecken zwei steinerne Vasen saßen. Auch der Giebel der Rotunde war ursprünglich mit zwei steinernen Vasen geschmückt, die jedoch schon vor 1880 so verwittert waren, dass man sie kurzerhand entfernte. Der obere Ring des Kuppeldaches war ebenfalls mit einer Vase gekrönt, die aus Gewichtsgründen nicht aus Stein gefertigt, sondern in Kupfer getrieben war. Trotz ihrer Höhe von acht Metern wirkte sie dadurch filigran.
Anders als die schlichten Fenstergauben der Mansarden der Gartenfront waren die Fenster des Kuppeldachs mit geschnitzten Medaillonrahmen verziert. Besonders reich war der Rundbogen über der Flügeltür geschmückt, durch die man vom Garten aus den Rundbau betrat. Sein Schlussstein bestand aus einer steinernen Agraffe, von der aus nach beiden Seiten vergoldete Füllhörner ragten.

### Keller
Sämtliche Bauten des Palais waren massiv unterkellert. Die Kellergewölbe – Kreuzgewölbe in den kleineren Räumen, Tonnengewölbe in den größeren – waren durchschnittlich über 3,50 Meter hoch, ihre Mauern sechs Frankfurter Werkschuh stark. Unter dem Corps de Logis lag der Weinkeller, der mehreren 1.200 Liter fassenden Stückfässern Platz bot, unter der Küche zwei Eiskeller, unter dem südlichen Pavillon eine Zisterne für die Waschküche und die Pferdetränke sowie zwei Sickergruben von jeweils etwa 40 Kubikmetern Fassungsvermögen.

### Garten

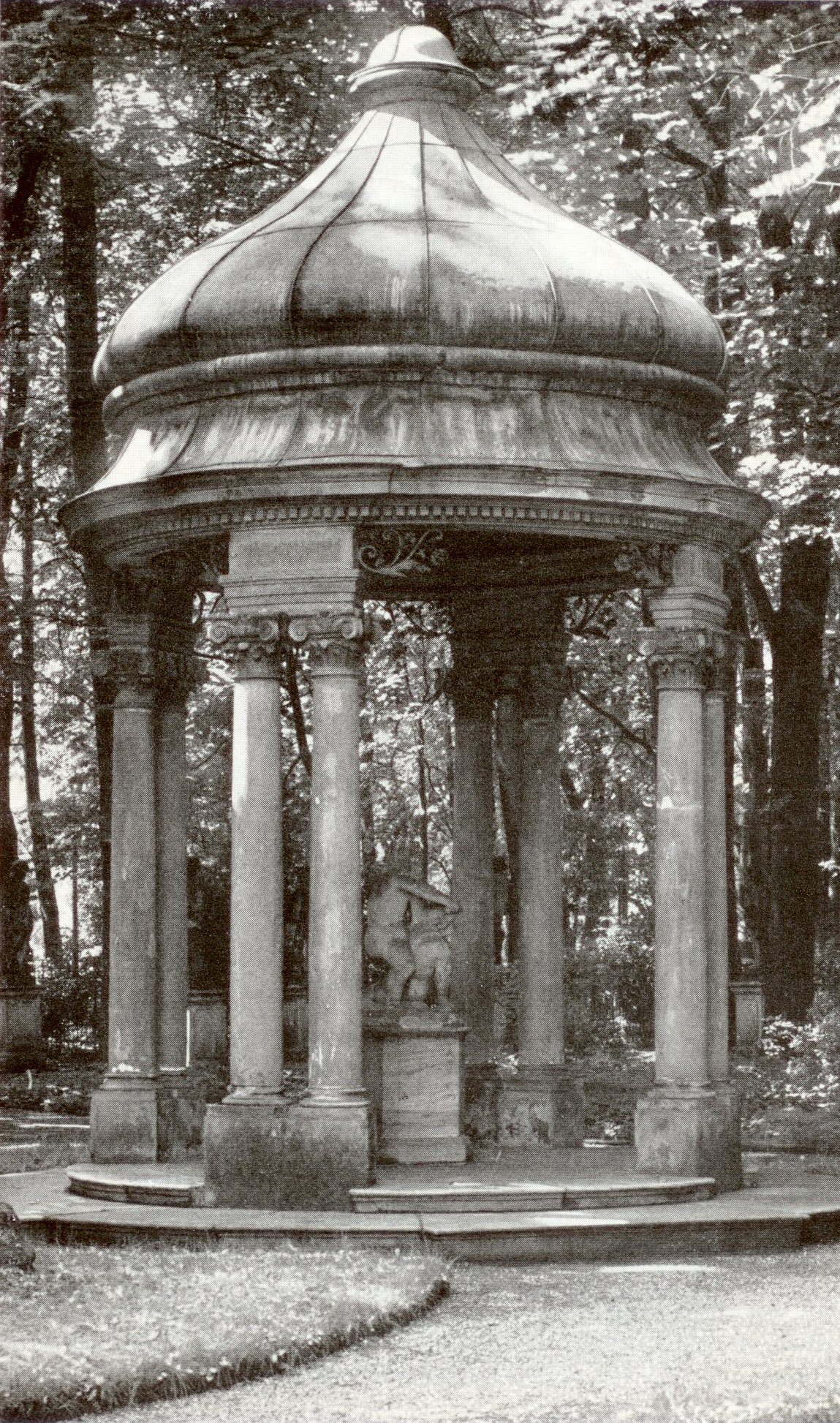
Die Gloriette

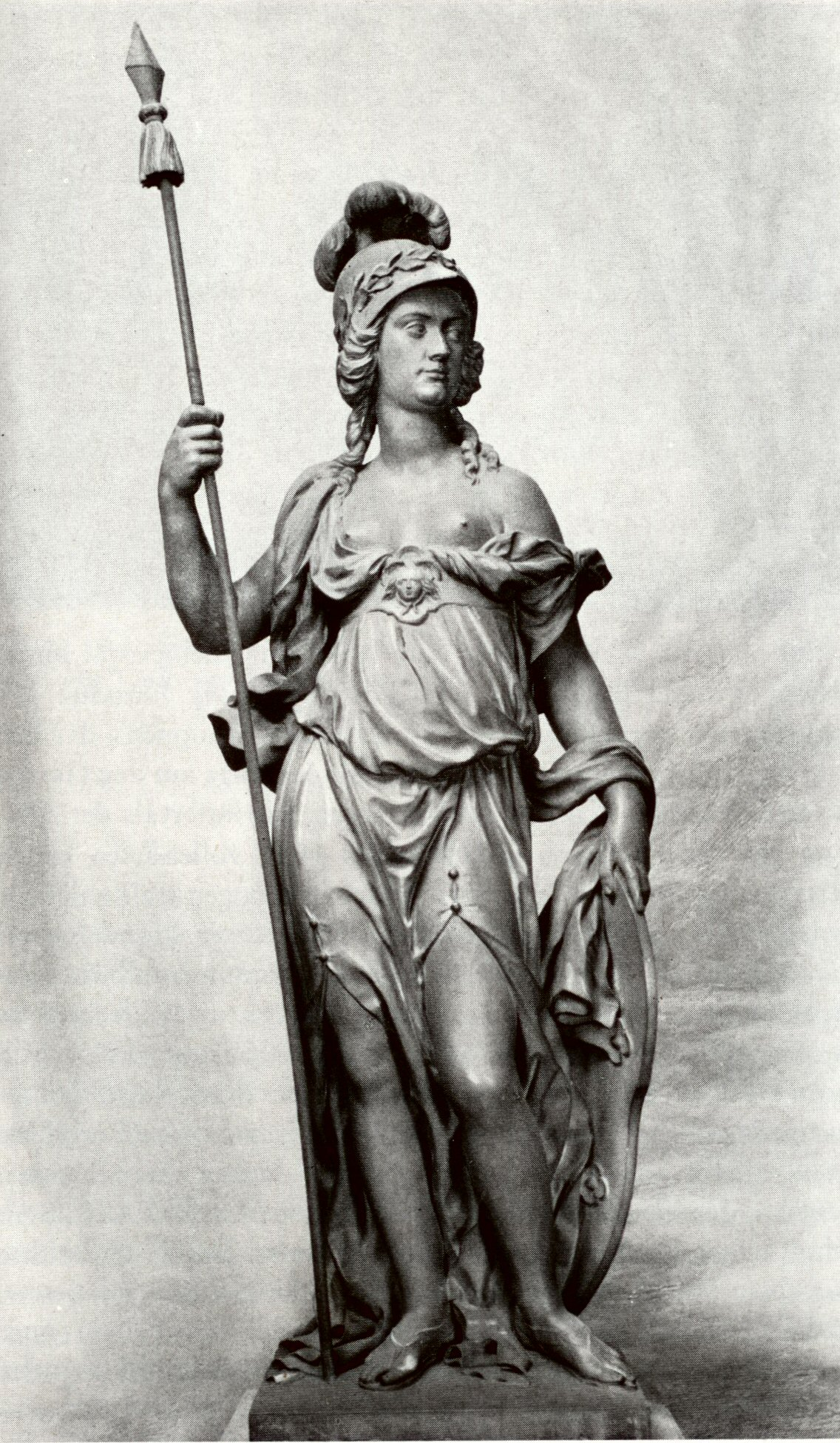
Die Statue der Bellona oder Minerva

Der barocke Garten war bereits von Robert de Cotte geplant worden. Er erstreckte sich zwischen der Kleinen Eschenheimer Gasse im Norden und der großzügigen Reithalle im Süden und war vollständig von einer sechs Meter hohen Mauer eingefriedet. De Cotte hatte zwei Teppichbeete links und rechts der Mittelallee vorgesehen. Die Beete wurden später durch Rasenflächen ersetzt, die von jeweils 16 kugelförmig beschnittenen Rotdornbäumen gesäumt waren. An der Ostwand des Gartens, genau in der Mittelachse des Palais, stand vor einem Scheinportal die Gloriette, ein kleiner Rundtempel auf vier Paar ionischer Säulen.
Der Tempel beherbergte eine Marmorstatue, die der flämische Bildhauer Jerôme Duquesnoy geschaffen hatte. Duquesnoy war 1664 in Brüssel wegen erwiesener Unzucht mit Tieren verbrannt worden, so dass die Statue vorher entstanden sein muss. Sie befand sich also schon lange in Familienbesitz, als Fürst Anselm Franz sie nach Frankfurt mitbrachte.
Die Statue zeigte nach den Inventarlisten die Kriegsgöttin Bellona, wird jedoch auch als Minerva bezeichnet. Wenn bei gutem Wetter die Türen des Corps de Logis offenstanden, konnte man sie vom Portal in der Großen Eschenheimer Gasse aus über eine Entfernung von gut 100 Metern sehen. Die Statue und das Tempelchen wurden 1890 abgebrochen und in Regensburg wiederaufgebaut. Der Tempel steht im dortigen Schlosspark, während die Statue einen Platz im Treppenhaus des neuen Schlosses erhielt.
1895 wurde die Gartenmauer abgebrochen, um der Postverwaltung Raum für den Bau einer Garage für die Postwagen zu schaffen. Dabei wurde das Scheinportal hinter dem ehemaligen Tempelchen in den Hof der zur gleichen Zeit errichteten Neuen Hauptpost übertragen und dort wiederaufgebaut.

## Innenräume des Corps de Logis

### Vestibül

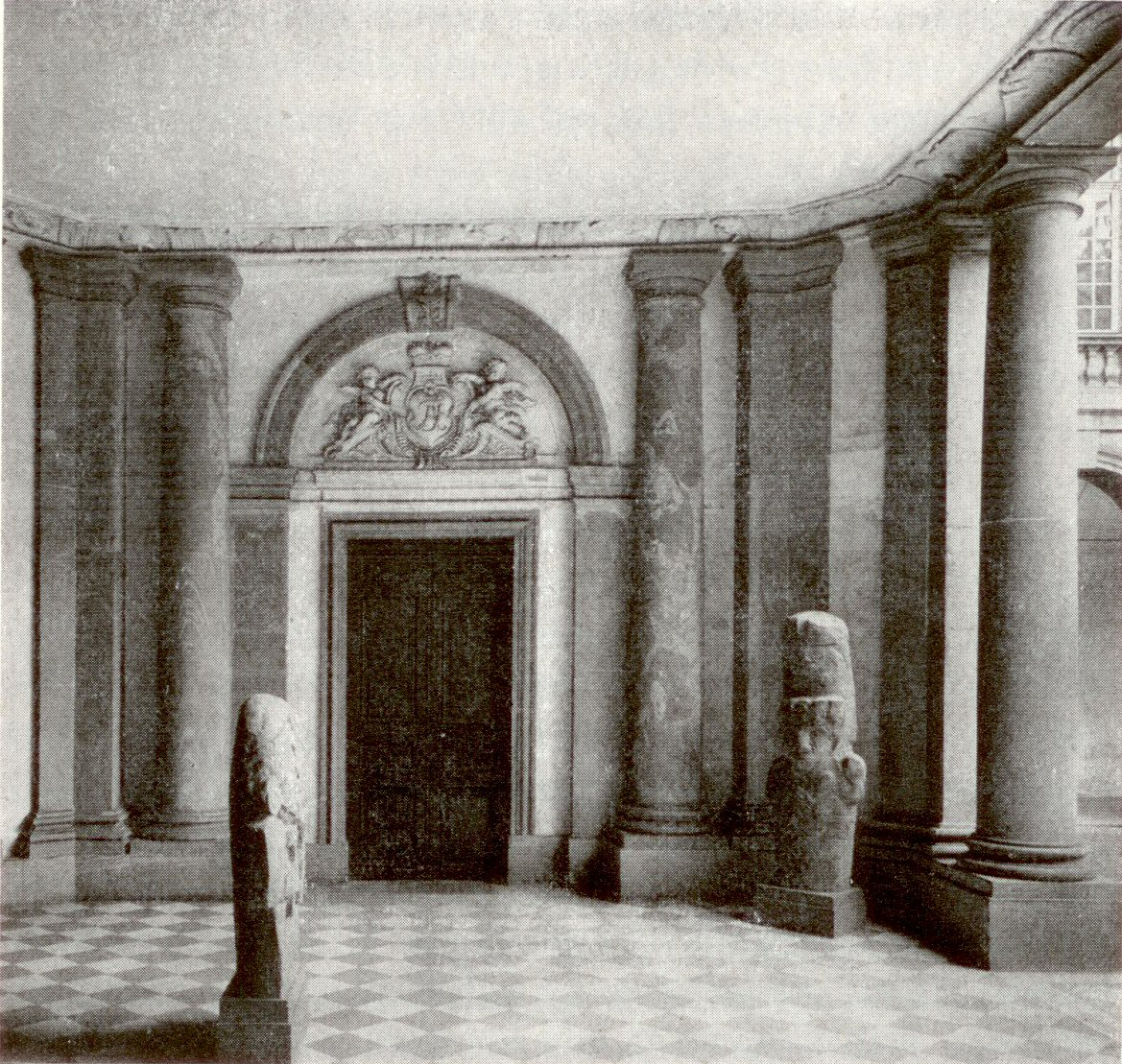
Das Vestibül, mit Exponaten des Völkerkundemuseums

Vom Ehrenhof aus betrat man zunächst das Vestibül, eine 10 Meter breite, neun Meter tiefe und 5,50 Meter hohe Vorhalle. Links lag das Treppenhaus, geradeaus der Gartensaal und rechts der 12 Meter lange und acht Meter breite Speisesaal. Geradeaus führte eine Doppeltür in den Gartensaal, die Sala Terrena. Weil der Gartensaal einen ovalen Grundriss hatte, entstanden am Übergang zum Vestibül zwei schmale Zwickelräume. Der nördliche von beiden wurde als Garderobe genutzt, um die Überkleider der Gäste aufzunehmen. Der südliche Zwickelraum diente als Abstellkammer des fürstlichen Appartements und beherbergte unter anderem die chaises percées, die herrschaftlichen Nachtstühle.
Die Decke der Vorhalle wurde von acht toskanischen Säulen aus Sandstein getragen, je zwei an den beiden Eingängen vom Hof und vom Gartensaal aus sowie zur Treppe und zum Speisesaal hin. Die vier ausgerundeten Ecken des Vestibüls wurden von je zwei Paaren eines Pilasters sowie einer Halbsäule mit gemeinsamen Basen und Kapitellen geschmückt. Über den Türen befanden sich Rundbögen aus Sandstein. Deren Kämpfer wurden von einem Zwischengesims verbunden, das die gesamten Wandflächen des Raumes in Zwei-Drittel-Höhe durchschnitt. Auf dem als Untersatz leicht vorgekröpften Kämpfergesims befand sich je eine von zwei Putten gehaltene, barocke Kartusche mit Fürstenkrone und Monogramm. Die Putten saßen auf einem aufwärts gebogenen, leicht geschwungenen und von der Kartusche unterbrochenen Giebelstück. Diese vollständig als Stuckaturen ausgeführten Verzierungen stammten von Paul Egell. Die glatte Decke ruhte mit einer durch Embleme zwischen Konsolen ausgefüllten, sehr flachen Voute direkt auf den Säulen.

### Gartensaal

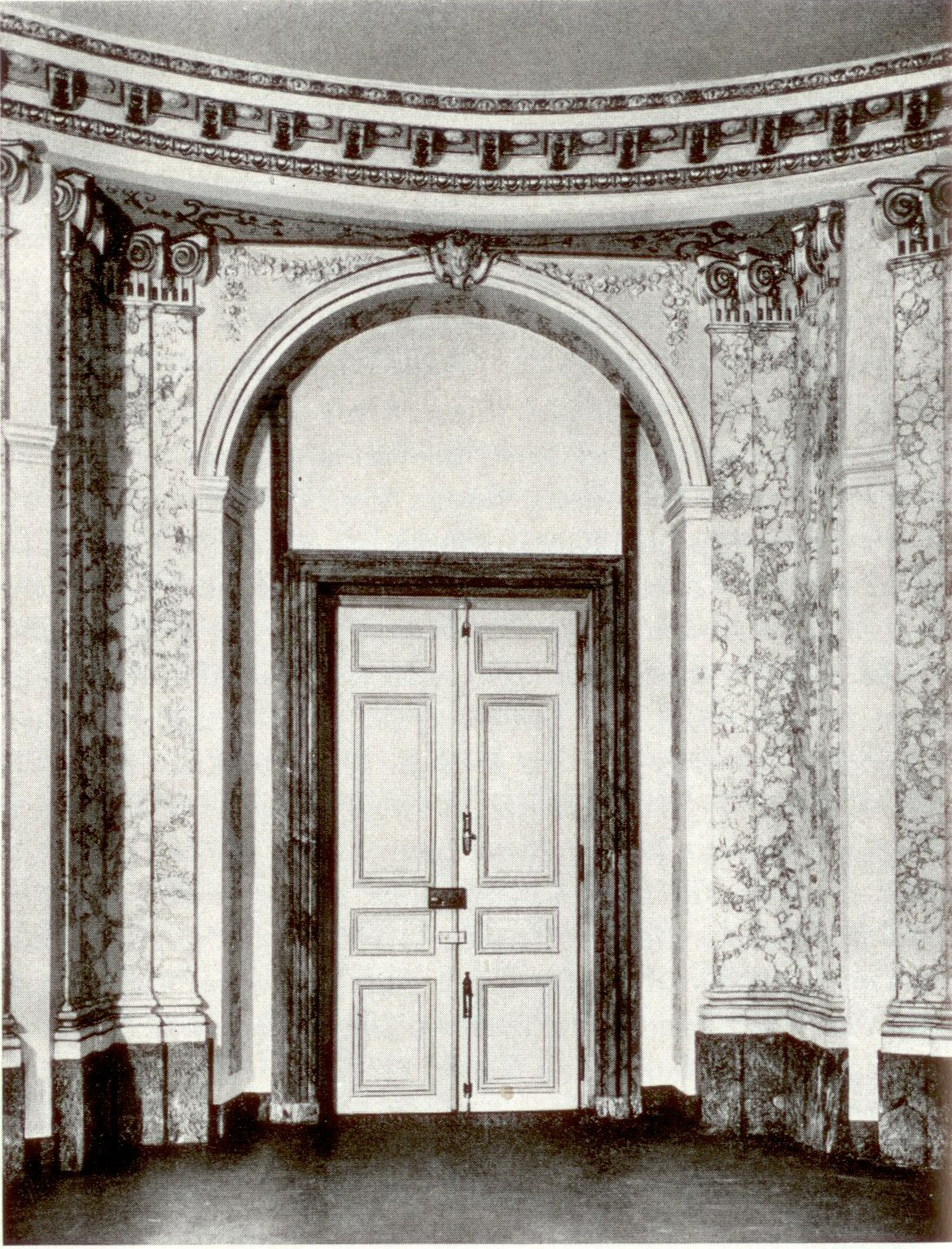
Gartensaal

Fußboden und Sockel des Gartensaales waren reich mit rotem und schwarzem Marmor geschmückt. Die Pfeiler mit ihren ionischen Kapitellen und das umlaufende Gesims bestanden aus weißem und grünem Stuck. Die gesamte Einrichtung des Gartensaales, darunter auch die von Christian Georg Schütz um 1770 in Grisaille gemalten Sopraporten, wurde 1892 nach Regensburg gebracht, so dass bis auf die nackten Wände und die Stuckaturen nichts mehr an die frühere reichhaltige Ausstattung erinnerte. Die Stuckdecke wurde 1924 zerstört, als man den Fußboden des darüberliegenden Kuppelsaals verstärkte.

### Appartements im Erdgeschoss
Vom Gartensaal aus führten Flügeltüren zu den Appartements an der Gartenseite des Corps de Logis. Im südlichen Flügel lag das Appartement des Son Altesse Seigneurale Monseigneur, die bescheidenere der beiden Wohnungen des Fürsten im Palais. Sie bestand aus einem zehn auf zwölf Meter messenden Vorzimmer, dem Schlafzimmer, einem großen und einem kleinen Cabinet mit Fenstern zum Kutschenhof sowie einem gefangenen Cabinet d’aisance für die fürstlichen Toilettenutensilien.
Auf der anderen, nördlichen Seite des Gartensaals befand sich das Appartement de Son Altesse Madame, die Wohnräume der Fürstin. Dieses Appartement bestand aus Vorzimmer, Schlafzimmer, Grand Cabinet und Cabinet de Toilette. Nach Norden schloss sich an das Grand Cabinet der Fürstin die Galerie an, ein 16 Meter langer und vier Meter breiter Raum mit drei großen Fenstern entlang der Kleinen Eschenheimer Gasse. Er war reich mit Chinoiserien geschmückt, darunter lederne Tapeten sowie Wandbespannungen und Vorhänge aus Damast. Eine Fenstertür führte in den Garten. Die Galerie diente als privater Speiseraum (en petit comité) der fürstlichen Familie. Der Fürst pflegte jeden Morgen um 10 Uhr das zweite Frühstück gemeinsam mit seiner Gemahlin zu nehmen, die einzige Gelegenheit des Tages, die er mit ihr zusammen verbrachte.
Das Cabinet de Toilette war ein sechs auf sechs Meter messende Zimmer zum Ankleiden sowie zum Pudern und Aufsetzen der Perücke. Ein kleines Fenster führte zur Basse cour, dem nördlichen Innenhof. Die Innenausstattung war komplett im indischen Stil gehalten. Eine Treppe führte von hier aus in das im Keller gelegene Badezimmer. Bäder in Privathäusern waren im 18. Jahrhundert noch ungewöhnlich, deshalb bereitete seine Ausführung den Frankfurter Handwerkern einige konstruktive Schwierigkeiten und dem Fürsten große Kosten. Das Bad bestand aus einem Vorraum und einer Badezelle von 3,60 auf 3,70 Metern. Hier stand die marmorne Badewanne, die von einem in die Mauer eingelassenen, vom Vorraum aus geheizten Ofen mit warmem Wasser versorgt wurde. Das Wasser wurde von Bedienten aus dem Brunnen unter der Basse cour in den Kessel gepumpt. Das gebrauchte Badewasser lief in die Grube unter dem Küchenhof, der auch die Abwässer der Küche und der zwei Aborte im Hof aufnahm.

### Treppenhaus

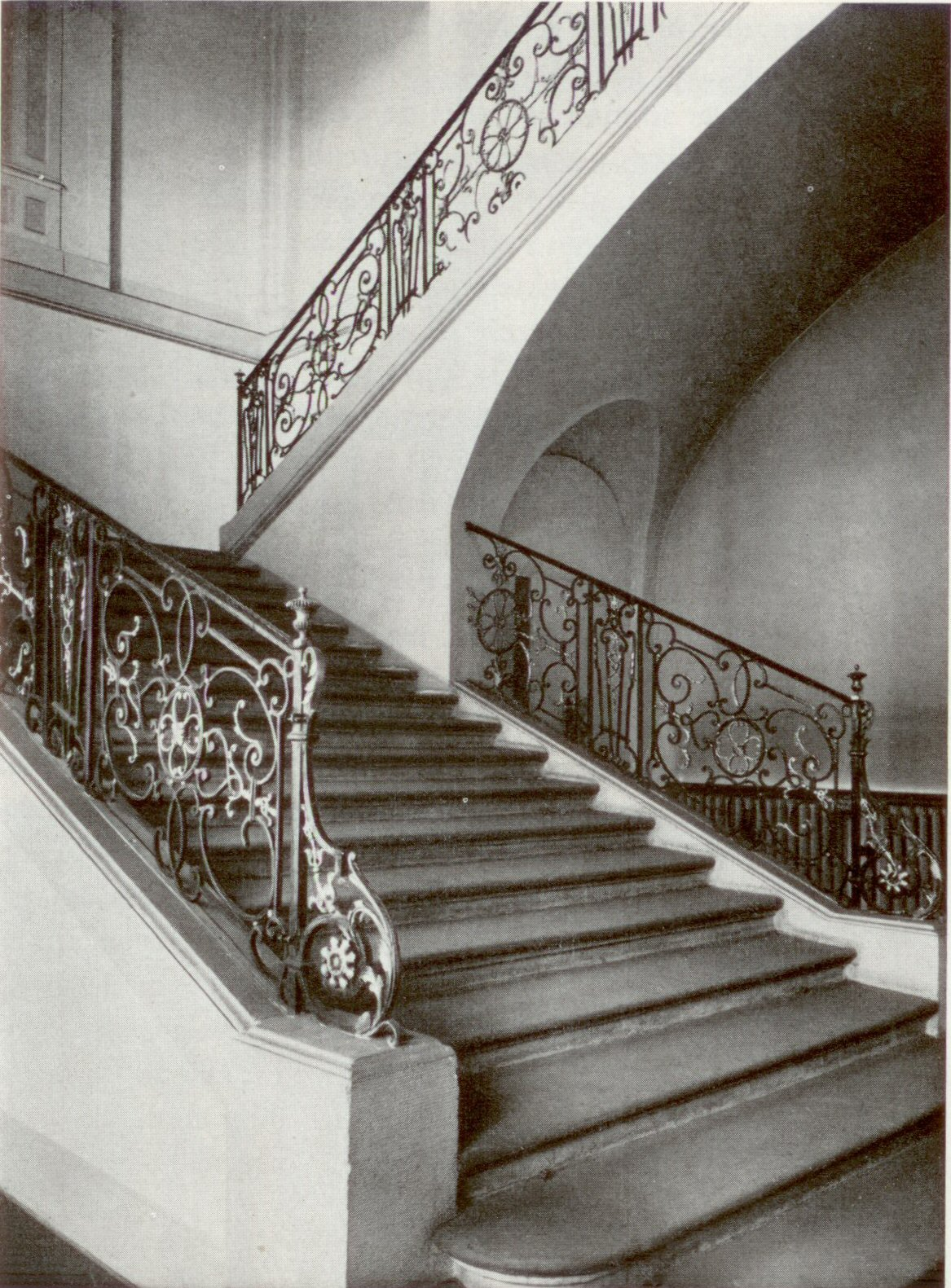
Das Treppenhaus im Corps de Logis

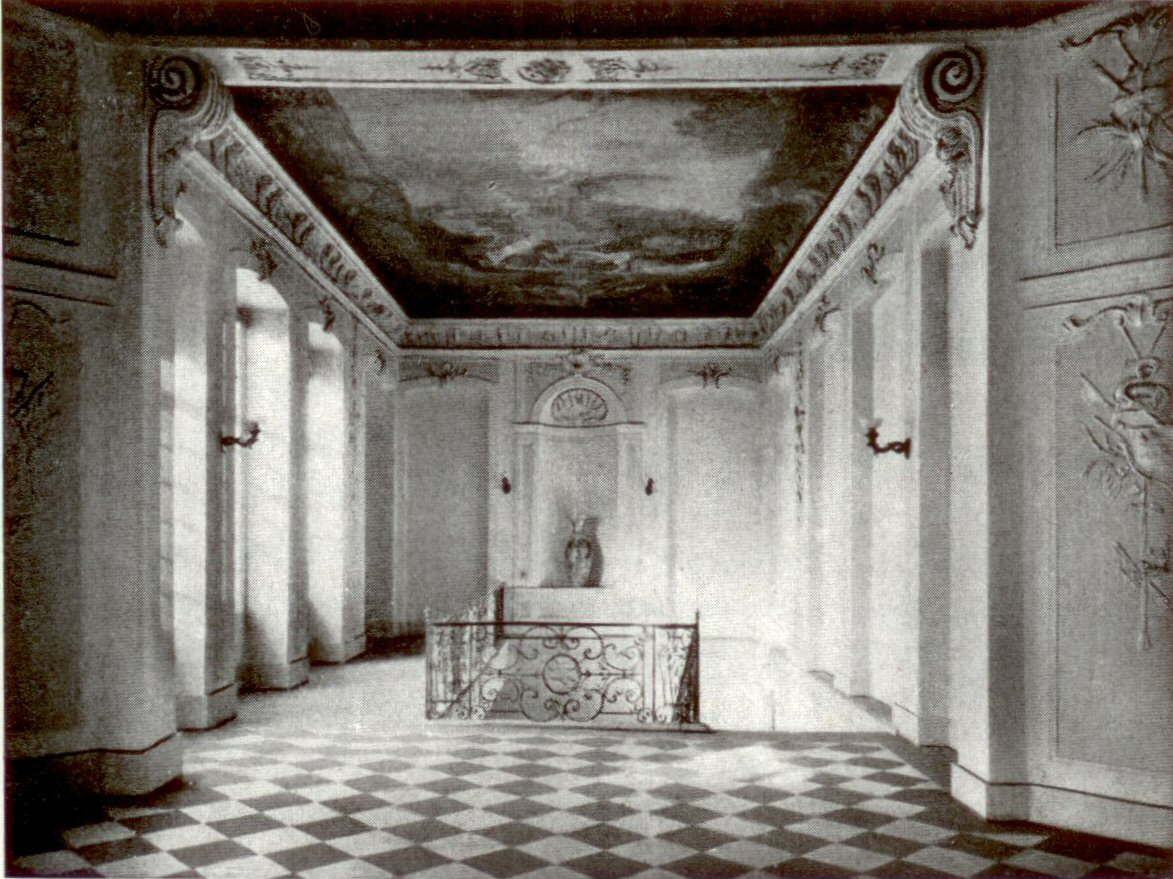
Oberes Treppenpodest mit Deckengemälde von Francesco Bernardini

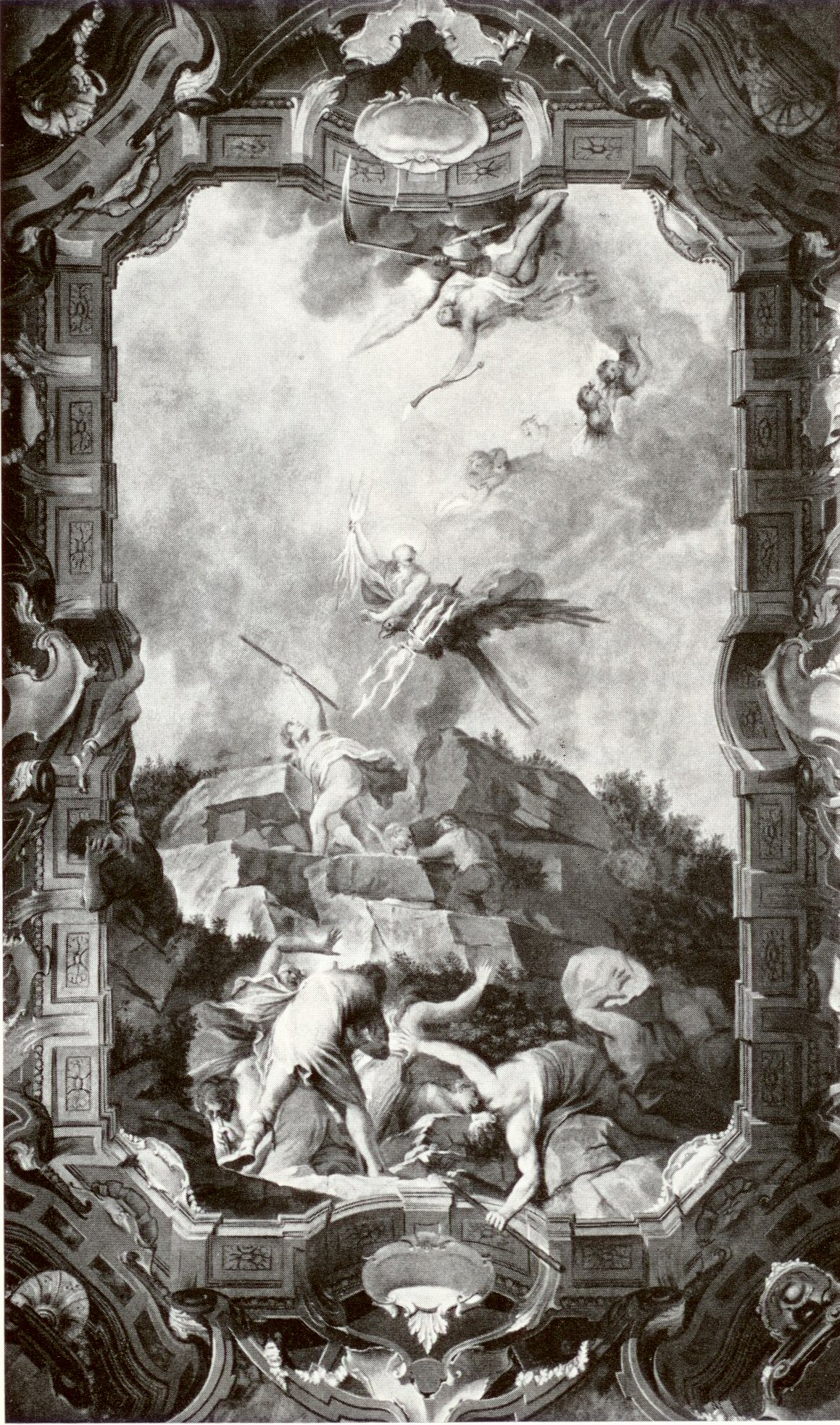
Zeus zerschmettert die Giganten, Deckengemälde im Treppenhaus von Francesco Bernardini 1734/35

Das Treppenhaus lag nördlich des Vestibüls, von wo aus es über zwei niedrige Stufen erreichbar war. Eine einläufige sandsteinerne Treppe führte in den ersten Stock hinauf. Die Stufenhöhe war mit 14 Zentimetern (ein halber Schuh) vergleichsweise niedrig, so dass sie bequem zu begehen war. Entsprechend der lichten Höhe des Erdgeschosses von 5,60 Metern hatte sie bis zum ersten Podest 18 Stufen, bis zum oberen Podest im Vorraum des Kuppelsaales weitere 20 Stufen.
Die Decke des Treppenhauses war mit einem monumentalen Gemälde des Mannheimer Hofmalers Francesco Bernardini geschmückt. Es stellte eine Szene der Griechischen Mythologie dar, den Kampf der Götter und der Giganten: Die Söhne der Gäa türmen Berge aufeinander, um den Olymp zu ersteigen und das herrschende Göttergeschlecht zu vertreiben. Göttervater Zeus stürmt auf einem Adler reitend aus den Wolken heran und schleudert seine Blitze auf die aufrührerischen Giganten, unterstützt von der fackelschwingenden Hekate. Kronos, der Gott der Zeit, verbirgt sich hinter dunklen Wolken – nur an seiner Sense ist er erkennbar. Im Vordergrund kämpfen einige Riesen noch verzweifelt gegen ihren Untergang, während andere bereits mit zerschmetterten Gliedern gefallen sind.
Das Gemälde entstand 1734/35, zusammen mit einem Altarbild und einem Deckenbild für die Hauskapelle des Fürsten. Das Altarbild zeigte den Besuch des Zacharias und der Elisabeth mit dem Knaben Johannes bei der Heiligen Familie.
Während das Altarbild 1892 nach Regensburg kam und so den Zweiten Weltkrieg überstand, wurden die Deckengemälde 1944 zerstört. Anders als von den Wandgemälden Colombas gibt es von den Gemälden Bernardinis im Palais Thurn und Taxis keine Farbfotos.

### Wohnräume im ersten Stock
Im südlichen Flügel lag ein zweites Appartement für den Fürsten, das Appartement du Maître. Es war vom Kuppelsaal aus zugänglich und entsprach im Grundriss dem Appartement du Monseigneur im Erdgeschoss, war aber reicher ausgestattet, wie eine Inventarliste des Schlossverwalters Duché vom 1. April 1756 beweist. Wahrscheinlich diente es ausschließlich zu repräsentativen Zwecken. Nach dem Vorbild des Hofes von Versailles wurde insbesondere das morgendliche Lever, das feierliche Erwachen und Ankleiden des Fürsten, mit außerordentlicher Pracht zelebriert. Es galt als besondere Ehre, zum Lever akkreditiert zu werden. Die Gäste warteten im Vorzimmer auf besonderen Stühlen und wurden einzeln vorgelassen, um andächtig einem der genau vorgegebenen Schritte der Einkleidung beizuwohnen und dabei ihre Anliegen vorzubringen.
Die Räume entlang der Gartenfront bildeten eine langgezogene Zimmerflucht, die sogenannte Enfilade, die bei geöffneten Flügeltüren einen ungehinderten Blick durch alle Räume erlaubten. Über die Nutzung des nördlichen Appartements zu Lebzeiten des Fürsten Anselm Franz ist wenig überliefert. Laut der Inventarliste Duchés befand sich hier ein Garde Meubles, ein Möbellager.

### Hauskapelle
Zur Hofseite hin, über dem Speisesaal gelegen und vom Treppenhaus über einen großzügigen Vorraum, das obere Vestibül, zugänglich lag die Hauskapelle der fürstlichen Familie. Die Decke der Kapelle war gleichfalls von Francesco Bernardini ausgemalt worden. Die allegorische Kampfszene in den Ausmaßen von zehn auf sechs Metern zeigte den Sieg der Wahrheit über die Laster der Lüge, der Verleumdung, des Klatsches und der Bosheit. Frau Wahrheit ruht nackt auf einer hellen Wolke, mit dem rechten Arm die Weltkugel stützend. Ein Engel kniet an ihrer linken Seite. Hinter ihr kniet Saturnus, dessen Sense zwei Putten ergriffen haben. Vor ihrem Angriff weichen die vier Laster zurück: die Bosheit, in der Hand eine giftspeiende Schlange, die Verleumdung, um deren Arme sich Schlangen ringeln, die nackte Lüge, die eine Maske in der Hand trägt und die Chronique Scandaleuse, eine Klatschtante mit Fledermausflügeln. Die ganze Szene wird von Minerva, der Göttin der Klugheit und Tapferkeit, wohlwollend beobachtet.
Das Deckengemälde wurde 1944 zerstört, im Gegensatz zur übrigen Ausstattung der Kapelle, die 1892 in die Regensburger Residenz verbracht worden war.

### Kuppelsaal

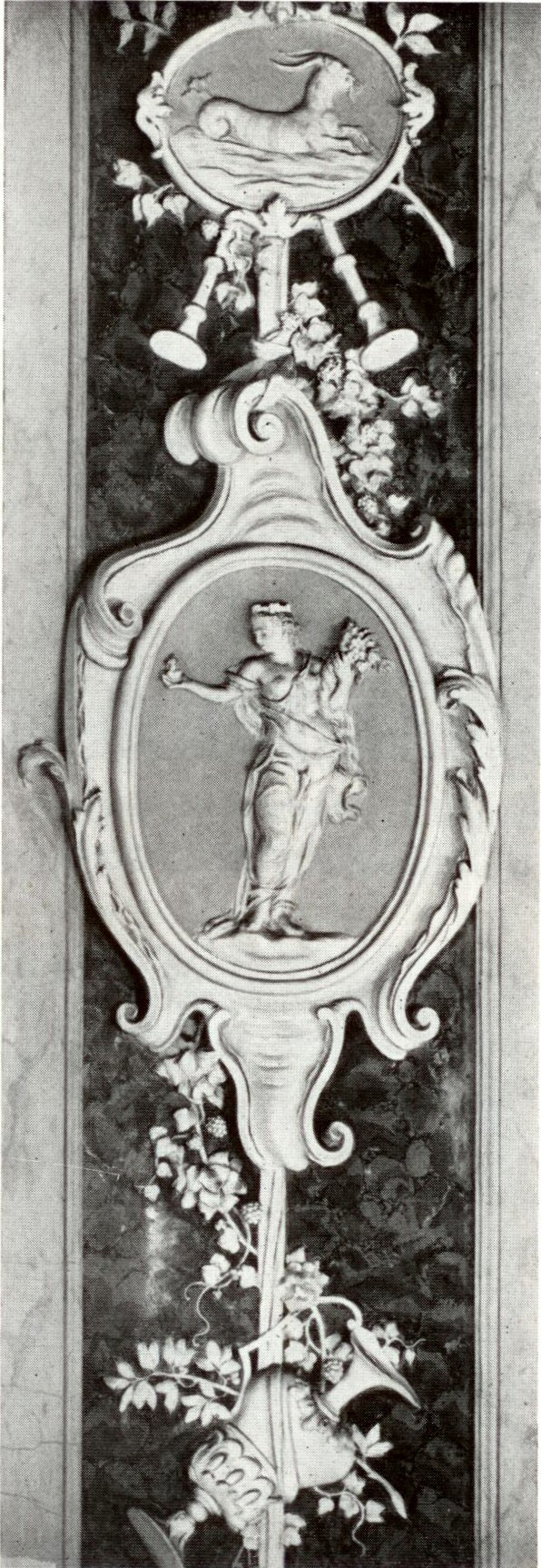
Wandstuckaturen von Paul Egell: oben der Widder, unten die Göttin Ceres

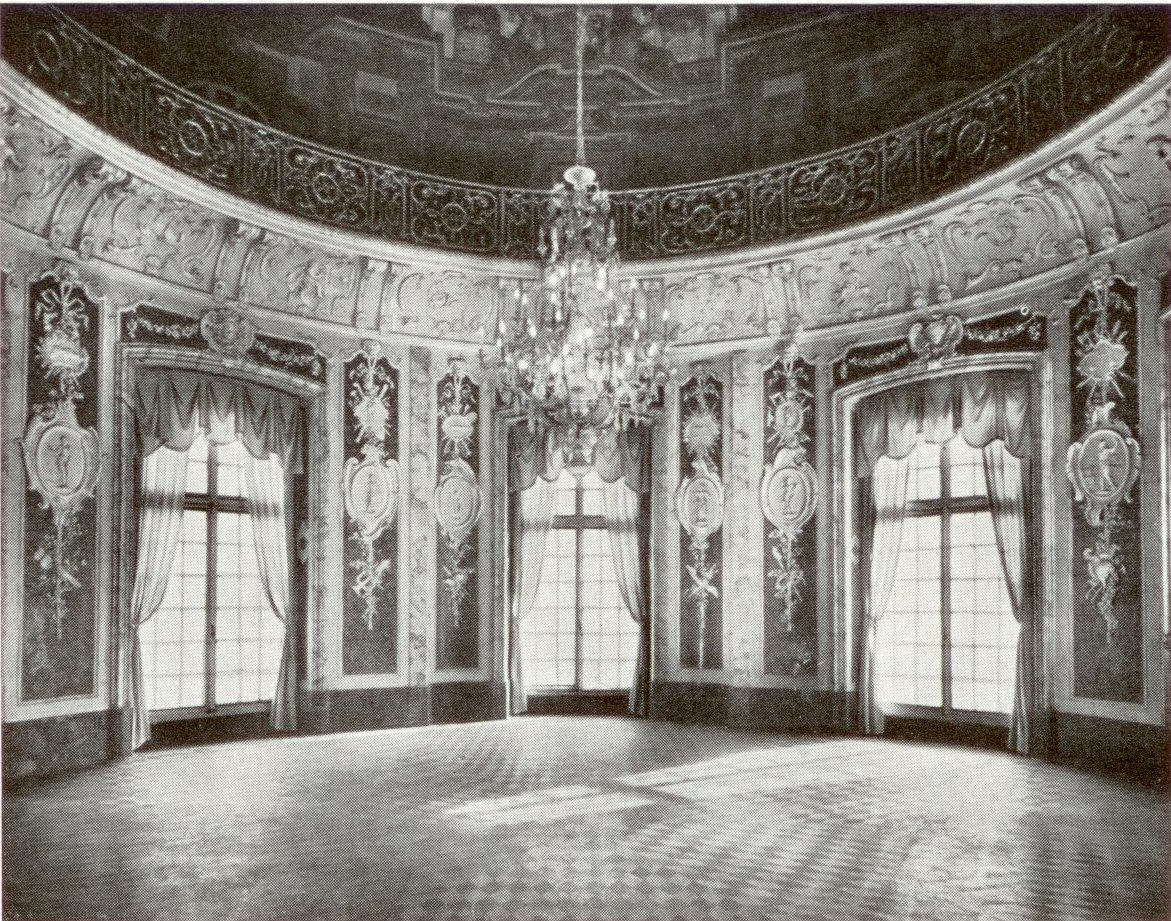
Der Kuppelsaal, ehemaliger Sitz des Bundestags

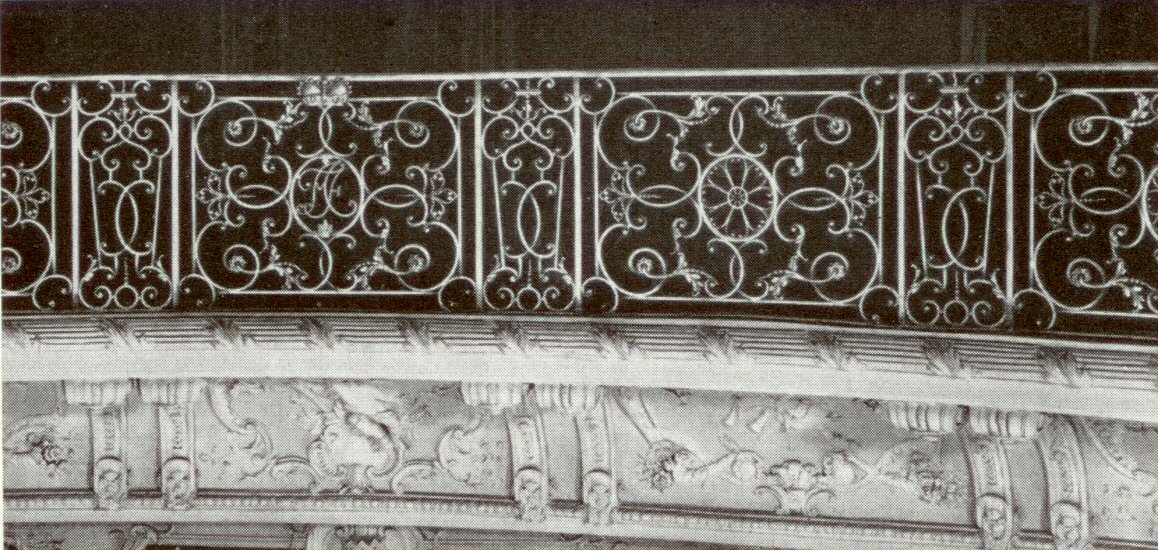
Schmiedeeisernes Galeriegeländer im Kuppelsaal

Prunkvollster Saal des ganzen Schlosses war der Kuppelsaal, der als einziger Raum bis zur Zerstörung weitgehend erhalten geblieben war. Eine zweiflügelige Tür führte vom oberen Vestibül aus hinein. Über der Tür befand sich eine Sopraporte von Paul Egell mit zwei Engeln, die sich um ein Füllhorn in ihrer Mitte lagern.
Der Saal bildete eine Ellipse von 14 Metern in Längs- und 12 Metern in der Querachse. Drei jeweils vier Meter hohe Fenster ließen das Licht vom Garten aus in den Saal fallen. Die Wände gliederten sich in zwölf gleich breite pfeilerartige Lisenen, zwischen denen sich jeweils ein Fenster, eine Tür oder ein Kamin befand. Die Lisenen bestanden aus blaugrünem Stucco lustro, auf das weiße Kartuschen gesetzt waren. Jede Kartusche zeigte eine der zwölf olympischen Gottheiten, darüber befand sich ein Schild mit einem der zwölf Tierkreiszeichen sowie Attributen, die zu dem jeweiligen Monat passten.
Die Seitenwände waren 8,50 Meter hoch bis zu einer umlaufenden Galerie, über der sich die Kuppel noch weitere 5,30 Meter zu einer Gesamthöhe von fast 14 Metern erhob. Die Kehle der Kuppel ruhte auf den zwölf Lisenen. Das Deckengemälde von Luca Antonio Colomba verstärkte diesen Raumeindruck noch. Es zeigte die antiken Götter, die dem Fürsten Anselm Franz und seiner Gemahlin Ludovika huldigen.

## Wiederaufbau

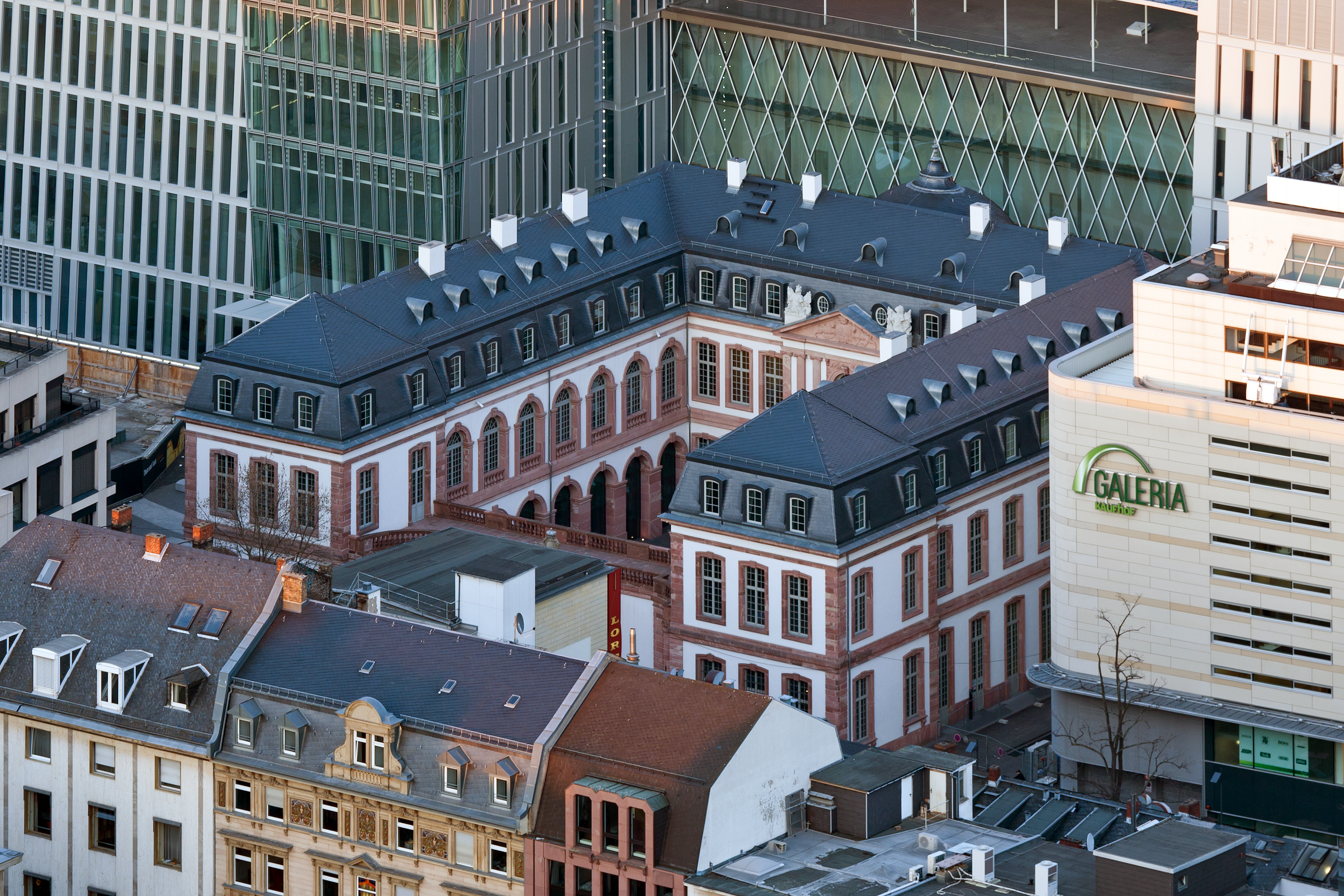
Das wieder aufgebaute Gebäude, gesehen vom Main Tower, März 2011

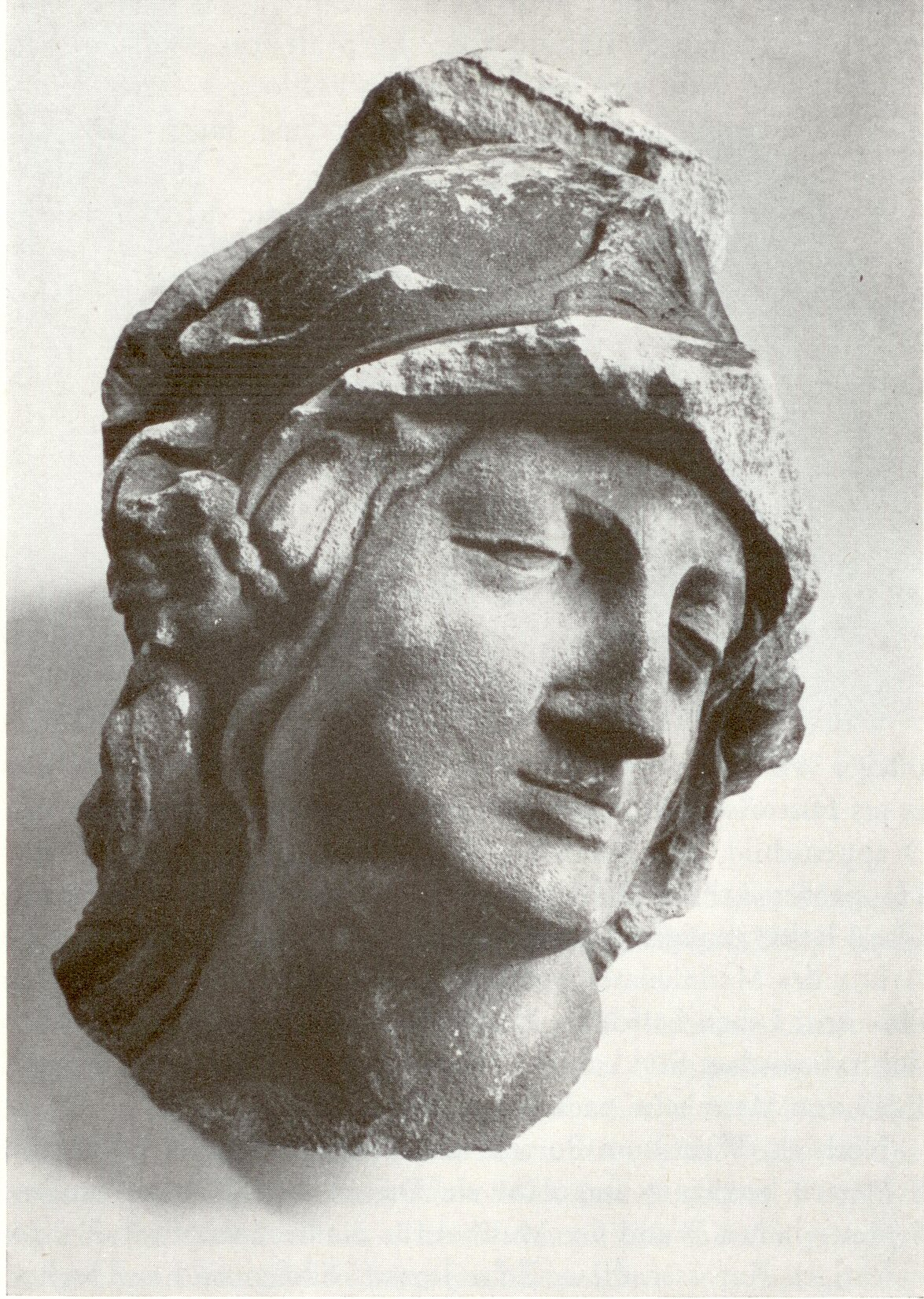
Paul Egells Kopf der Minerva. Spolie vom alten Palais.

Nach den Plänen des Architektenbüros KSP Engel und Zimmermann wurde das Palais 2004 bis 2009 als Teil des Palaisquartiers wiedererrichtet. Allerdings handelt es sich um keine originalgetreue Rekonstruktion, sondern eine verkürzte Kopie des ursprünglichen Gebäudes. Unter anderem wurden die Portalbauten nicht in ihrer ursprünglichen, asymmetrischen Form errichtet, sondern nur die beiden jeweils drei Fensterachsen umfassenden Risalite. Teile der historisch wertvollen Natursteinfassadensteine, die zuvor demontiert und in Sachsen eingelagert worden waren, fanden beim Wiederaufbau Verwendung.
Anders als früher steht das neue Palais an allen Seiten frei, sodass die beiden Seitenflügel der Cour d’honneur nunmehr Schauseiten nach Norden bzw. Süden besitzen, die sie früher wegen der Nebenhöfe nicht hatten. Diese Fassaden wurden vollkommen neu entworfen.
Schließlich musste auch die Gartenfassade des Corps de Logis vollkommen neu gestaltet werden, um sie an die geänderte Kubatur der Rekonstruktion anzupassen. Da der Corps de Logis nicht über die Breite der Straßenfront zur Großen Eschenheimer Straße hinausragt, musste er um fünf Fensterachsen schmaler ausfallen als das Original. Deshalb verzichtete man auf die Wiederherstellung der beiden Eckrisalite. Stattdessen erhielten die Fassaden links und rechts der Rotunde jeweils fünf statt vier Fensterachsen.
Das neue Palais wird als Restaurant und Veranstaltungszentrum, die Flügelbauten auch für Büros und Geschäfte genutzt. Der Kuppelsaal soll möglichst originalgetreu – einschließlich des Deckengemäldes – wiedererstehen. Bei einer Aktualisierung der Internetpräsenz des Projektes im Frühjahr 2009 wurden allerdings sämtliche zuvor existierenden Verweise auf eine Wiederherstellung von Innenräumen entfernt. Zeitweilig wurde gemutmaßt, dass die Gestaltung aufgrund der Finanzkrise komplett entfalle. Ende 2009 tauchten jedoch Bilder auf der Internetpräsenz eines Unternehmens auf, das u. a. bereits an Rekonstruktionen am Neumarkt in Dresden beteiligt war, die deutlich erkennbar bereits aufwändig ausgeführte Stuckarbeiten aus dem Kuppelsaal – allerdings noch ohne das Deckengemälde – zeigen.